# Bramante
Donato « Donnino » di Angelo di Pascuccio dit Bramante, né en 1444 à Monte Asdrualdo (aujourd'hui Fermignano) près de la cité d'Urbino dans l'actuelle région des Marches en Italie et mort le 11 avril 1514 à Rome est un polymathe, comptant parmi les architectes et les peintres les plus importants de la Renaissance. Il est également musicien et auteur d’un traité d’architecture ainsi que d’écrits de nature poétique, satirique et épistolaire.
Formé à Urbino, l’un des principaux pôles de la culture italienne du XVe siècle, il est d’abord actif à Milan, influençant le développement de la Renaissance lombarde, puis à Rome, où il réalise notamment le projet de la basilique Saint-Pierre et les jardins du Vatican.
En tant qu'architecte, il est la personnalité la plus importante dans le passage entre les XVe et XVIe siècles et dans la maturation du classicisme du XVIe siècle, à tel point que son travail est comparé par les contemporains à l'architecture des vestiges romains.
Il est considéré comme l’« inventeur de la bonne lumière et de la vraie architecture ».
Très dépensier, Leonard de Vinci et Machiavel le surnomment "ruinante".

## Portrait de Bramante par Vasari
« Bramante était d’un caractère gai et bienveillant, et il s’appliqua toujours à aider les siens. Il aimait les hommes de talents et leur rendait tous les services possibles comme on peut s’en rendre compte comme il fit au charmant Raphaël d’Urbino qu’il appela à Rome. Il vécut toujours d’une manière honorable et splendide, une fois arrivé au rang que lui valurent son mérite et son génie et n’hésitait pas à dépenser. Il se plaisait à la poésie, aimait l’écouter et improviser lui-même sur la lyre, et composa quelques sonnets qui ne sont pas sans mérite ».

## Formation
Selon des études récentes, Bramante est né à Monte Asdrualdo en 1444 (aujourd'hui Fermignano dans l’actuelle province de Pesaro et d'Urbino de la région des Marches italiennes), contrariant l'affirmation de Vasari, qui atteste sa naissance dans Les Vies à Casteldurante (aujourd'hui Urbania, ville voisine d'Urbino), d'une mère urbinate et d'un père toscan.
Il se forme sur le plan artistique dans la région de Montefeltro. Cette période de formation et d'activité initiale de Bramante n'est pas documentée. Jusqu'en 1476, il reste très certainement à Urbino, où, d'abord peintre, il est probablement élève de Fra Carnevale et devient peintre « prospectivo » (peintre prospectif), c'est-à-dire spécialisé dans la construction géométrique d'un espace essentiellement architectural comme fond d'une scène peinte. Il est probablement aussi élève et assistant de Piero della Francesca et rencontre Melozzo da Forlì qui influence alors son activité picturale. Vivant à Urbino, il rencontre certainement Luca Signorelli, Perugino, Giovanni Santi, Pinturicchio et Francesco di Giorgio Martini, dont il est probablement devenu un collaborateur et dont il apprend beaucoup de l'art de l'architecture.
À la suite de voyages qui l’amèneront en Lombardie, il découvre les œuvres de Mantegna, dont il fut sans doute l'élève, et de Leon Battista Alberti, ainsi que les productions artistiques des villes de Pérouse, Ferrare, Venise, Mantoue et Padoue.

## Urbino

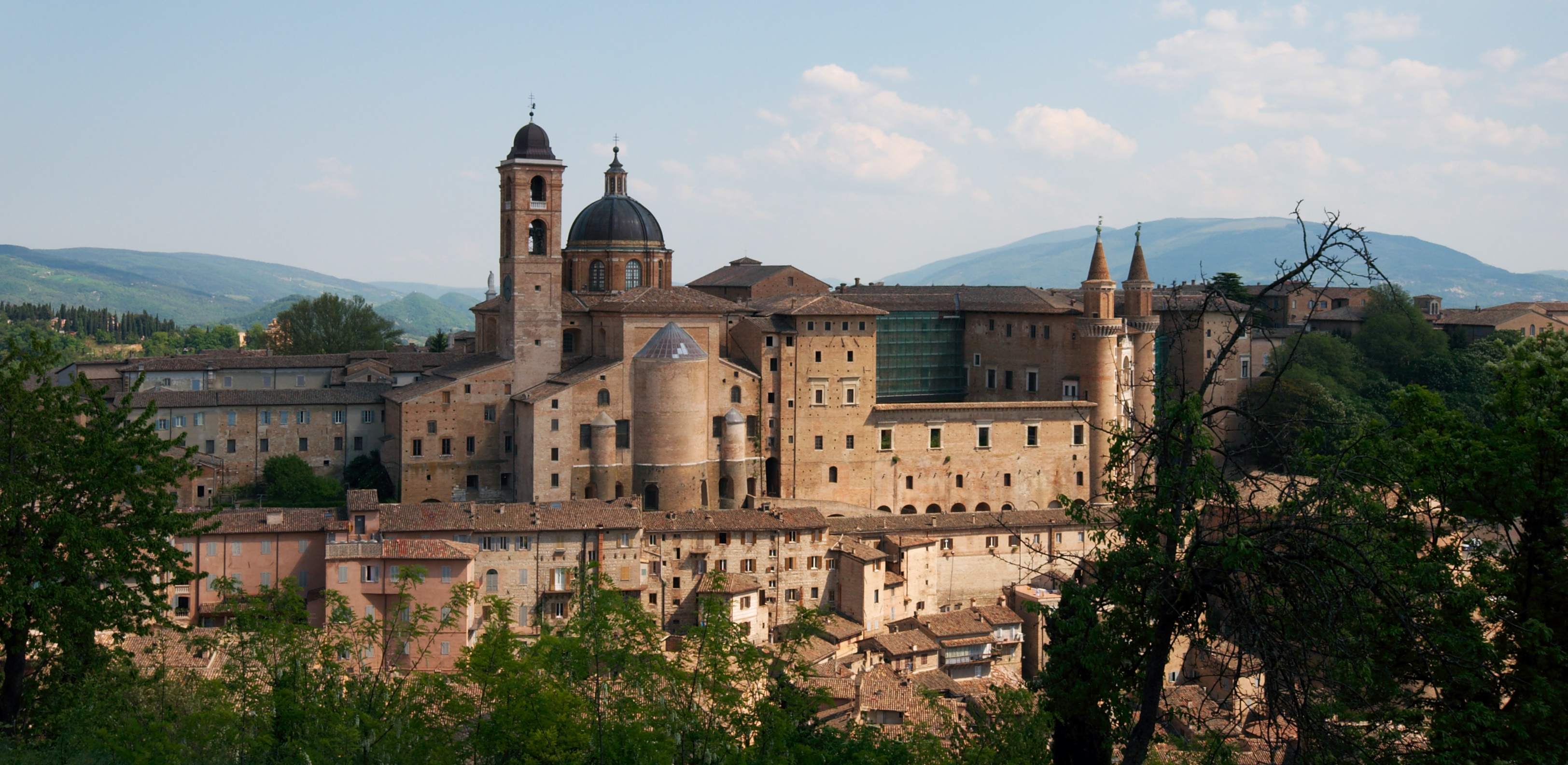
Urbino dans les Marches.

Son activité artistique dans la période de sa jeunesse à Urbino est peu documentée, avec des attributions très problématiques. Il est probable qu'il travaille sur le chantier de construction du palais ducal de Frédéric III de Montefeltro conçu par Luciano Laurana, et peut-être sur l'église San Bernardino degli Zoccolanti, située juste à l'extérieur des murs de la ville, commandée par le duc Frédéric III et destinée à devenir le mausolée des Montefeltro. Abritant les tombes de Frédéric III et de Guidobaldo Ier, l'attribution à Francesco di Giorgio Martini prévaut aujourd'hui, même si une collaboration directe du jeune Bramante est considérée comme grandement probable, du moins dans la phase de construction du mausolée.
Une Flagellation placée dans l'Oratoire des Disciplinati di San Francesco de Pérouse qui lui avait été attribuée, est aujourd'hui à juste titre rendue à Pietro di Galeotto. Une collaboration improbable est également suggérée pour la Chapelle du Pardon, située à l'intérieur du Palais ducal d'Urbino.

## Milan et la Lombardie
Bramante est documenté en Lombardie en 1477 quand il peint la façade du Palais du Podestat à Bergame avec des figures de philosophes antiques dans un décor architectural dont il reste peu de traces et pour lesquelles des similitudes avec Melozzo da Forlì ont été notées. Selon Vasari, il travaille également à cette époque dans des villes autres que Bergame.
Son premier séjour probable à Milan date de 1478, peut-être envoyé par Frédéric III de Montefeltro pour suivre les travaux de son palais de Porta Ticinese, qu'il a reçu en cadeau de Galéas Marie Sforza, ou peut-être à la suite de Giovanni Antonio Amadeo, connu à Bergame sur le chantier de la chapelle Colleoni.
Ses premières commandes, en tant qu'architecte, datent de 1479, alors qu'il est au service de Ludovic Sforza à Milan où il achève l'église Santa Maria delle Grazie.

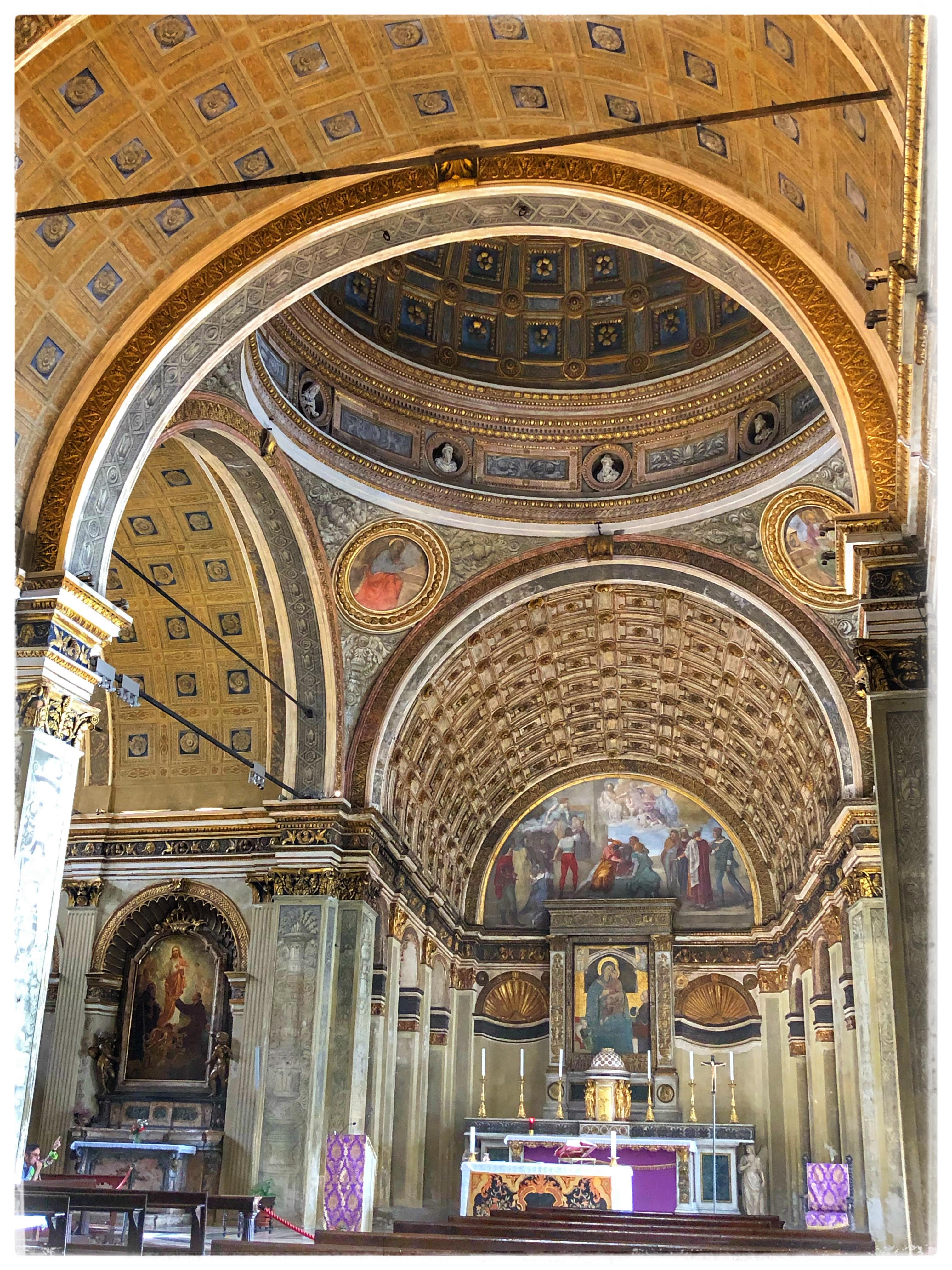
Chœur de l'église Santa Maria Presso San Satiro.
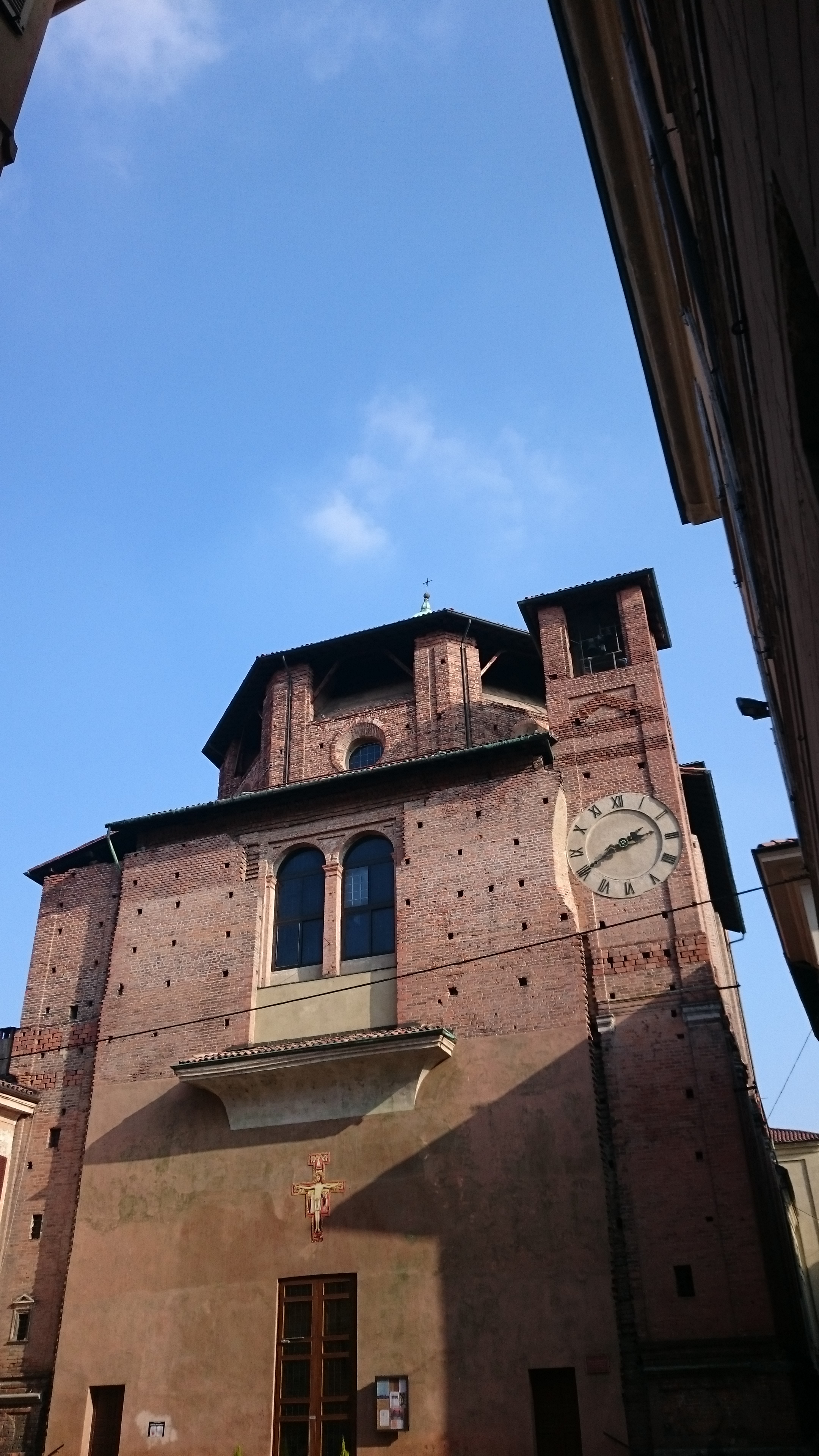
Santa Maria di Canepanova à Pavie.
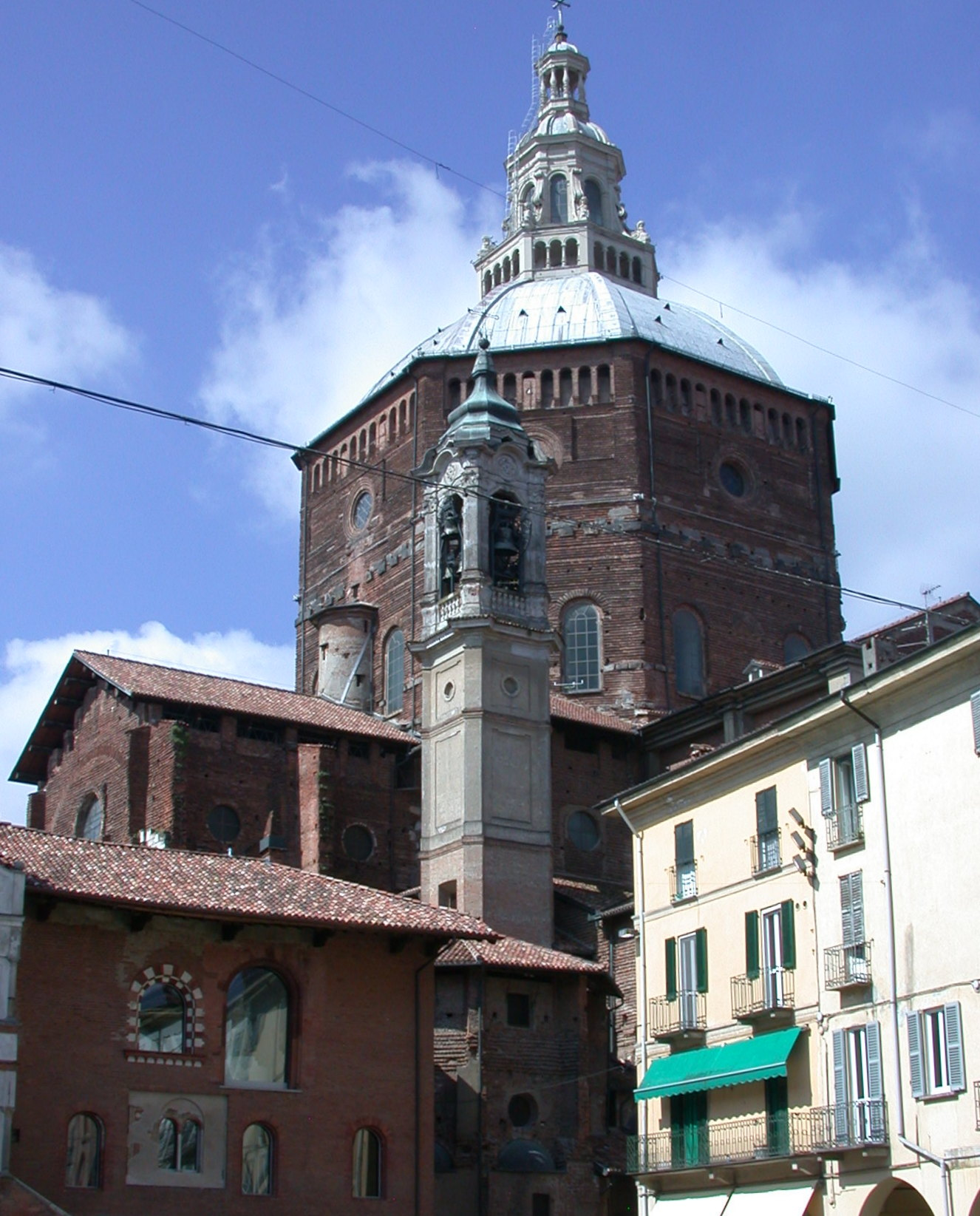
Duomo de Pavie.
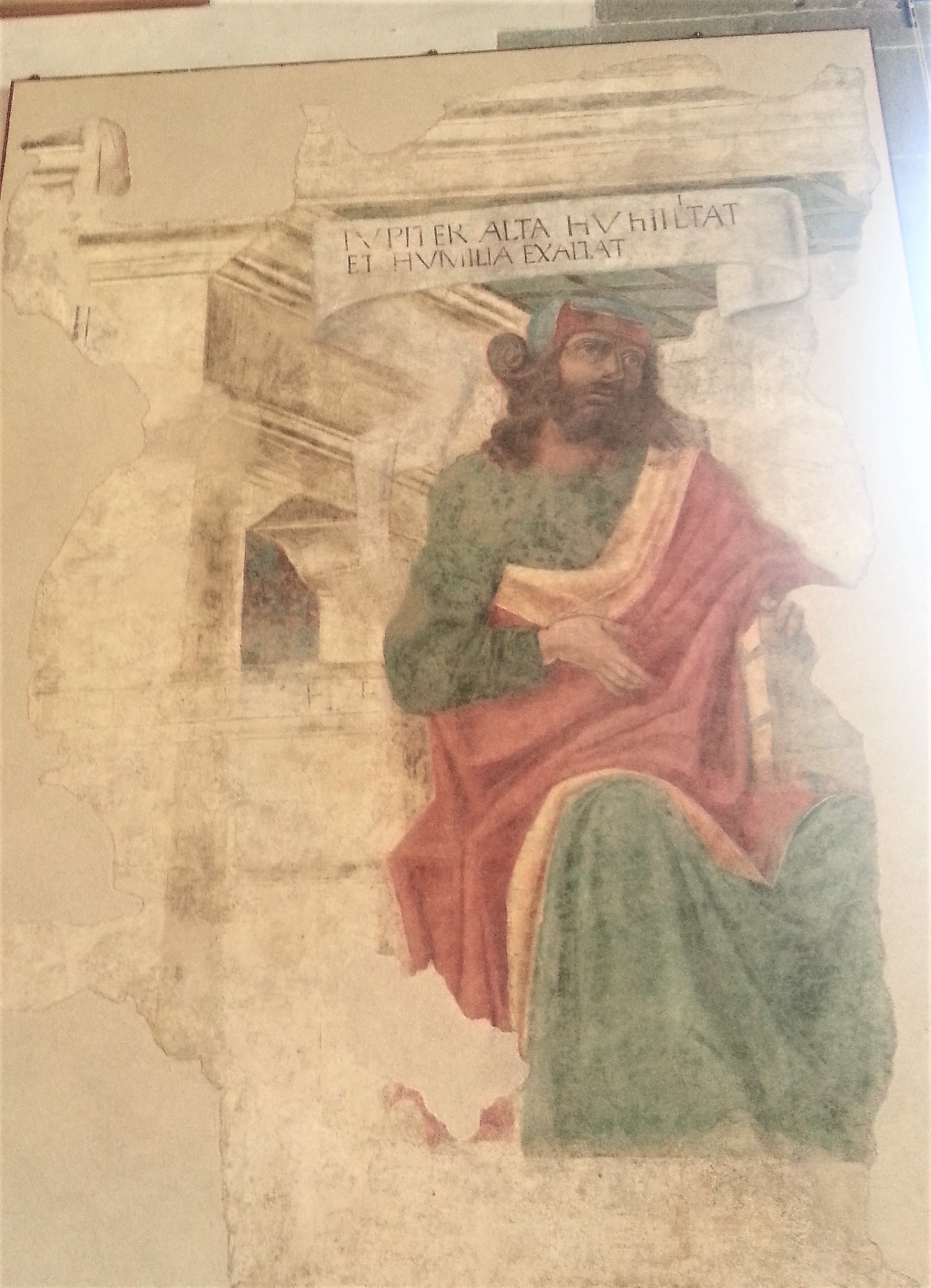
Reste de la Fresque du palais du Podestat de Bergame représentant le philosophe Chilo.
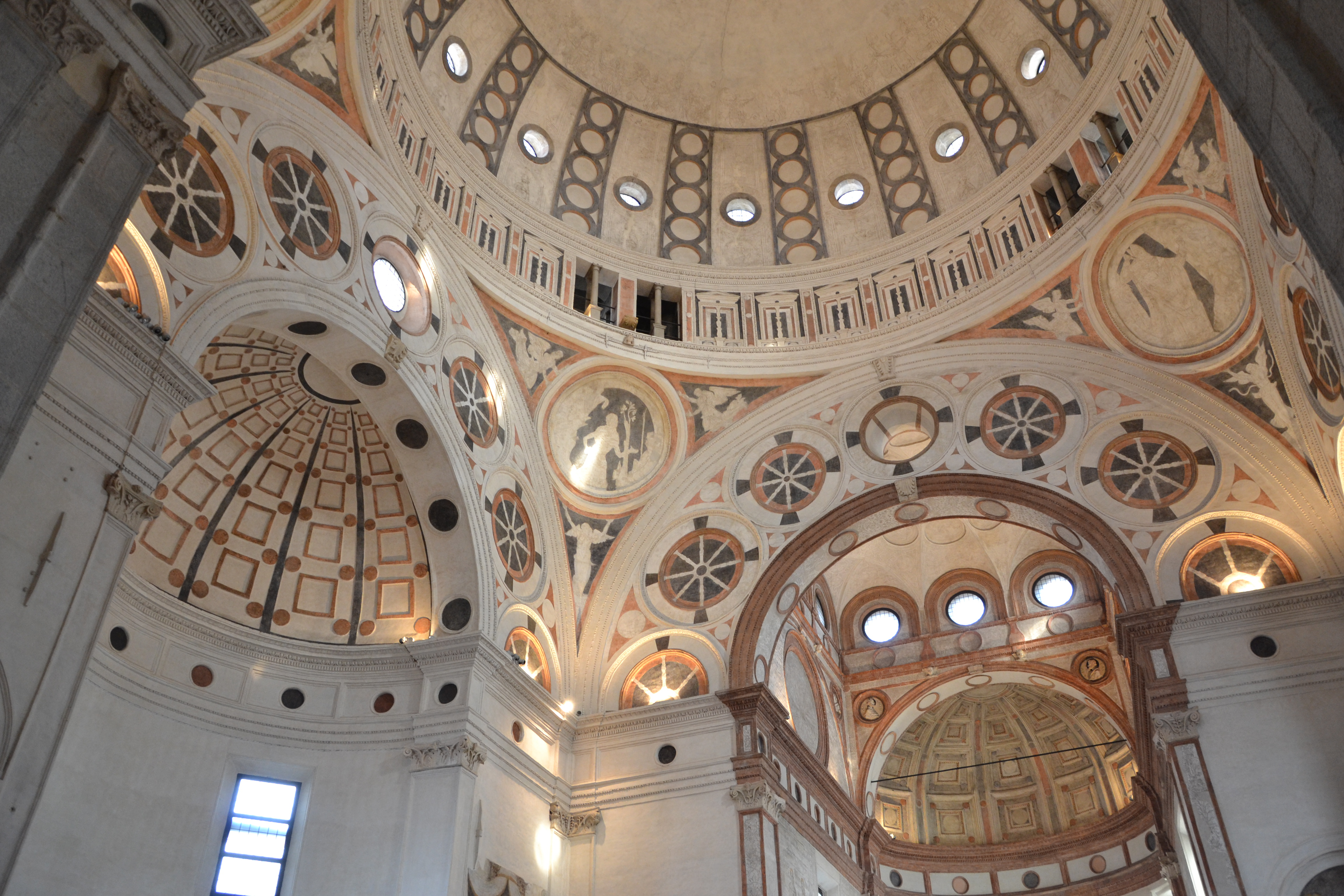
Tribune de Santa Maria delle Grazie du Bramante.
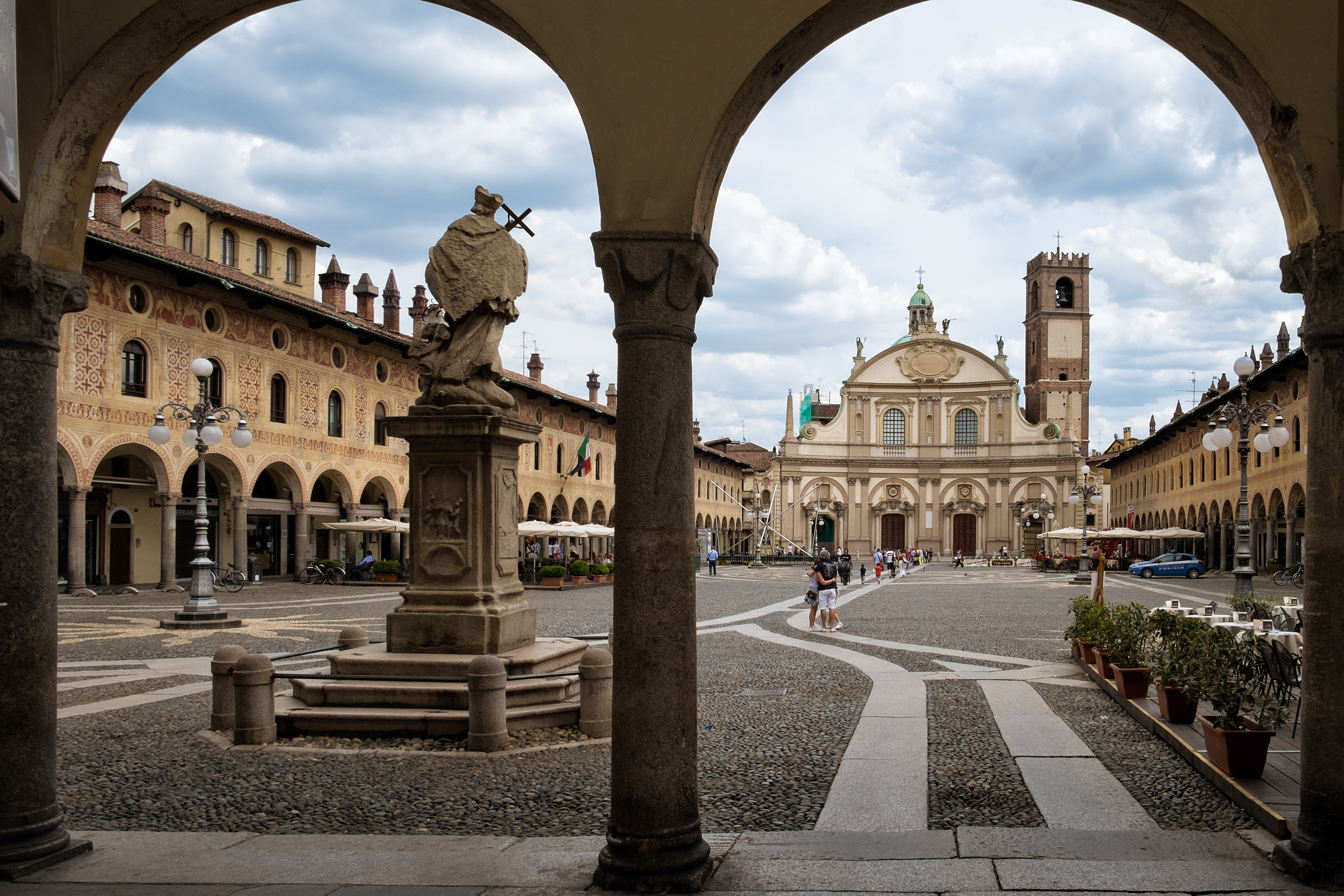
Place ducale de Vigevano dessinée par Bramante.
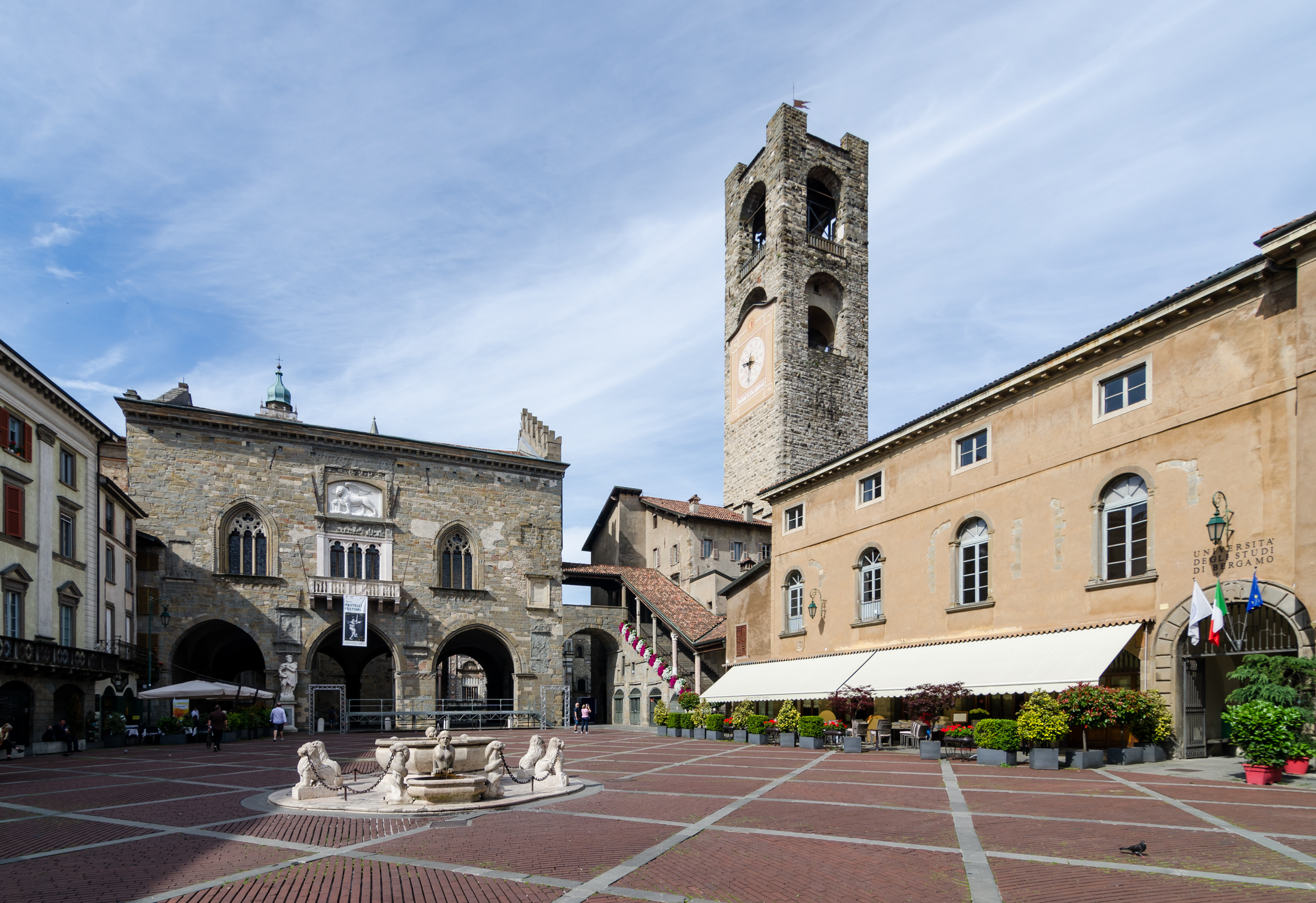
Piazza vecchia et palais du Podestat à Bergame.

Installé en tant que peintre à Milan tout à la fin des années 1470, il y reste jusqu'en 1499, travaillant principalement comme architecte pour Ludovic Sforza, acquérant la maîtrise de la perspective apprise de Piero della Francesca et la connaissance de nombreux éléments de l’architecture classique et de l’œuvre vitruvienne, adhérant au modèle du classicisme Albertien.
Ce bagage culturel lui permet d’exercer une grande influence et une autorité certaine sur la culture lombarde conjointement avec Léonard de Vinci présent à Milan depuis1482, avec lequel les échanges et influences réciproques ne manquent pas. Plus généralement, à la fin du XVe siècle, le duché de Milan est un centre de culture, où l'art local à l'empreinte gothique rencontre, et parfois se heurte, aux architectes et artistes de la Renaissance du centre de l'Italie, dont Bramante est celui qui y laisse l'empreinte la plus durable.

### Gravures

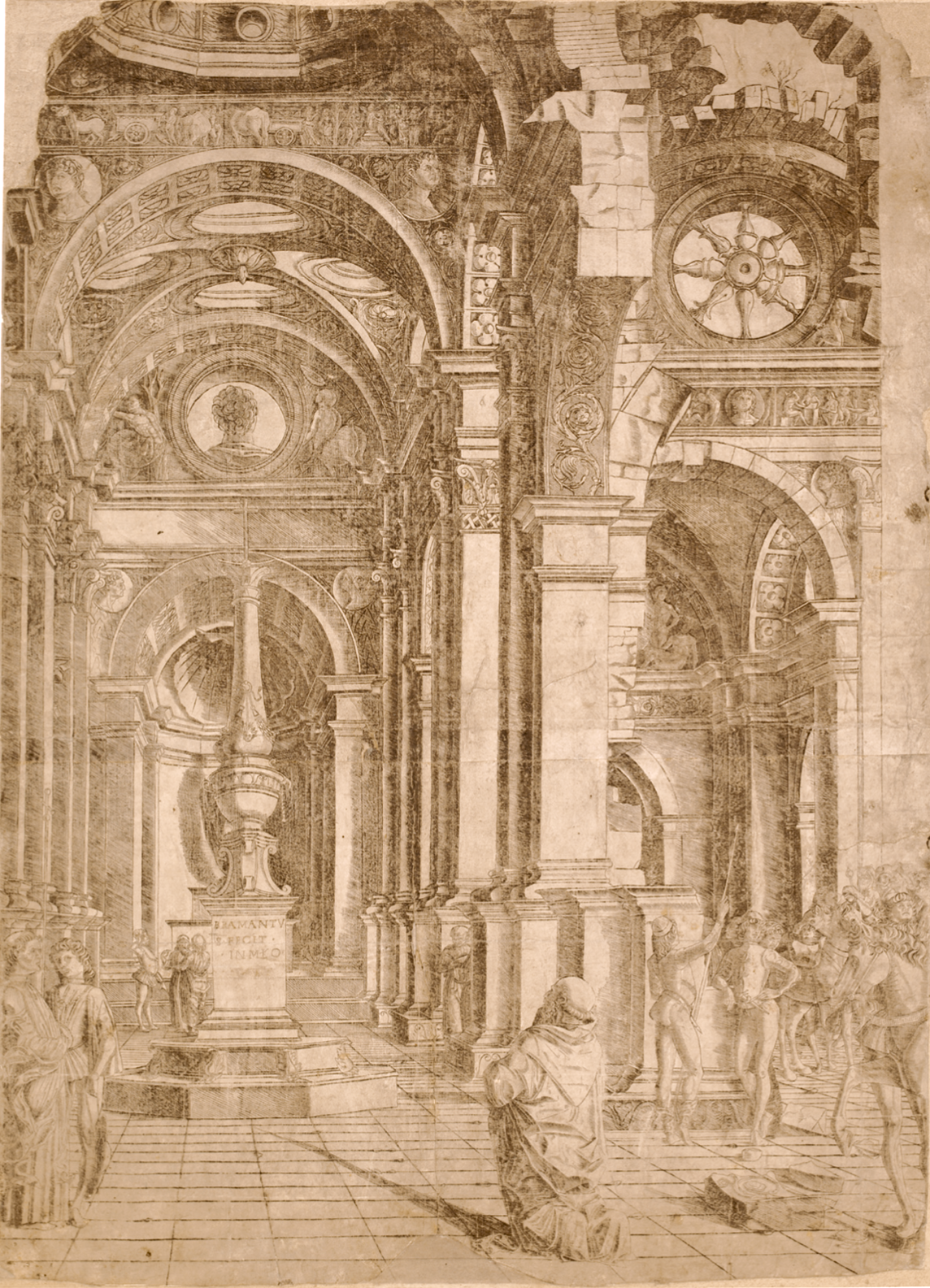
Gravure de Prevedari.

La gravure dite de Prevedari, datée de 1481, remonte aux premières années de l'activité milanaise de Bramante : c'est une vision architecturale représentant l'intérieur grandiose d'une architecture classique gravée par Bernardo Prevedari sur un dessin de Donato Bramante, dont le nom est mentionné par une inscription en caractères lapidaires (BRAMANTUS FECIT IN MEDIOLANO). La gravure démontre combien les thèmes chers à Bramante concernant l'architecture, liés au rapport à l'ancien et à la leçon de Léon Battista Alberti, sont déjà mûrs vingt ans avant les œuvres romaines, comme l'utilisation d'arcs sur piliers et non sur colonnes.
Une autre gravure est attribuée à Bramante représentant une rue dans une perspective centrale, avec les caractéristiques d'une cité idéale et qui présente de nombreux motifs architecturaux typiques de l'architecture milanaise de la période dominée par l'influence de sa langue désormais entièrement Renaissance. Dans cette perspective, se trouvent en bas au centre, un arc de triomphe et un dôme de Brunelleschi, tandis que sur les côtés, deux bâtiments présentent des caractéristiques différentes : un avec des colonnes corinthiennes et un entablement au rez-de-chaussée, des pilastres et des fenêtres en arc arrondi au premier étage ; l'autre avec des piliers soutenant des arcs au rez-de-chaussée et des fenêtres à tympan et des oculi au premier étage.

### Activité picturale

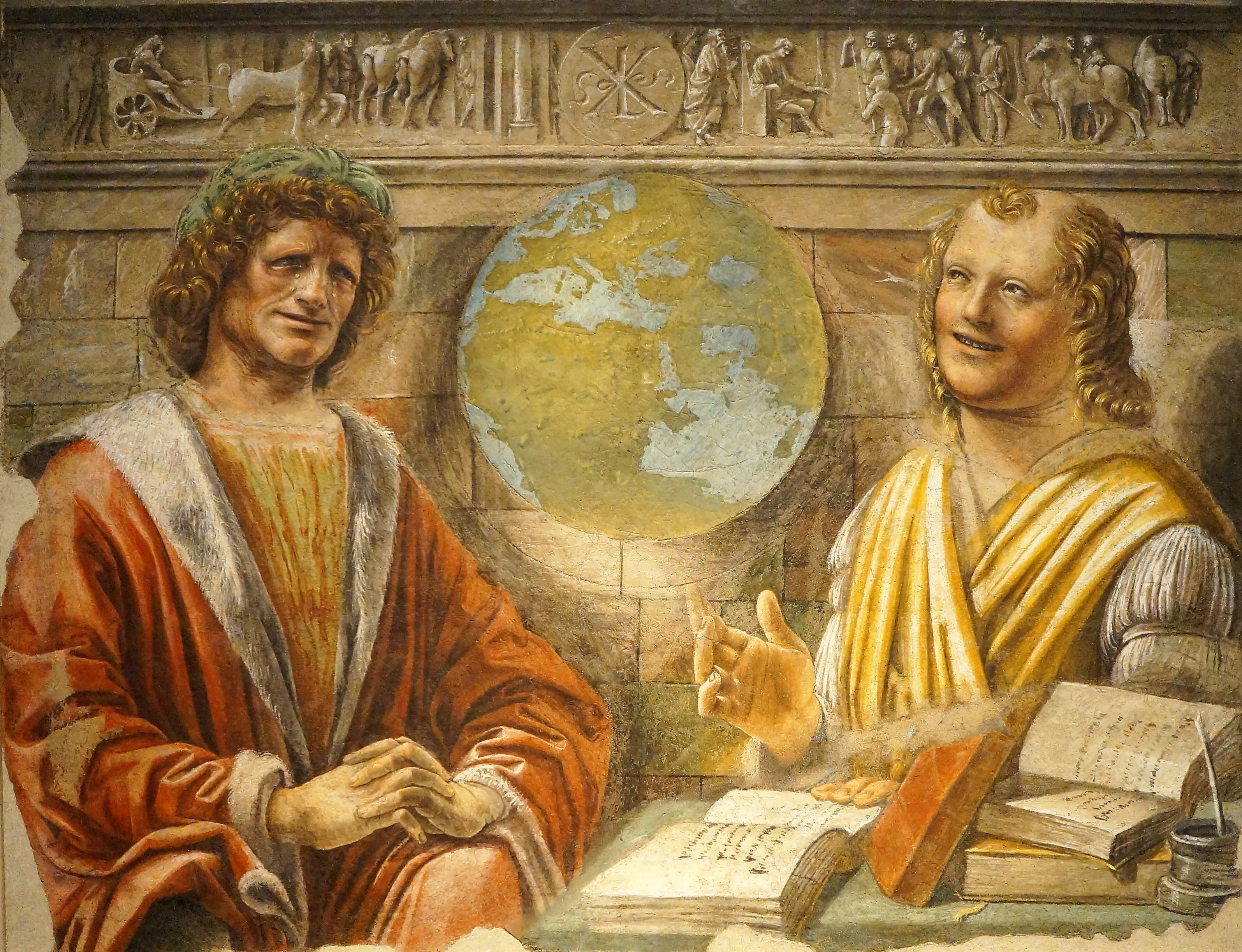
Démocrite et Héraclite.

Entre 1486 et 1487, il peint un cycle de fresques, dont il reste des fragments, pour la Casa Panigarola de Milan (aujourd'hui à la pinacothèque de Brera), maison du poète Gaspare Ambrogio Visconti, son protecteur et mécène. Elles représentent des Hommes d'armes plus grands que nature, debout dans des niches, et les portraits en buste de Démocrite et Héraclite séparés par un globe, traités avec hardiesse, des couleurs vives et une perspective en trompe-l'œil. Les fresques de la façade du Palazzo Fontana Silvestri, complètement dégradées, sont également attribuées à Bramante.
Traditionnellement une peinture sur bois, le Christ à la colonne, dans l'abbaye de Chiaravalle, et la fresque Argo, dans la salle des trésors du Château des Sforza, sont attribuées à Bramante.
Il a pour élève le peintre Bartolomeo Suardi appelé Bramantino. Il a une influence importante sur la culture picturale lombarde et en général, sur celle de tout le nord de l'Italie où se répand le goût de la représentation en perspective. Dans la période romaine suivante, Bramante semble cesser son activité picturale, peut-être en raison de son engagement sur les grands chantiers papaux.

### Contacts culturels avec Léonard de Vinci et la cour

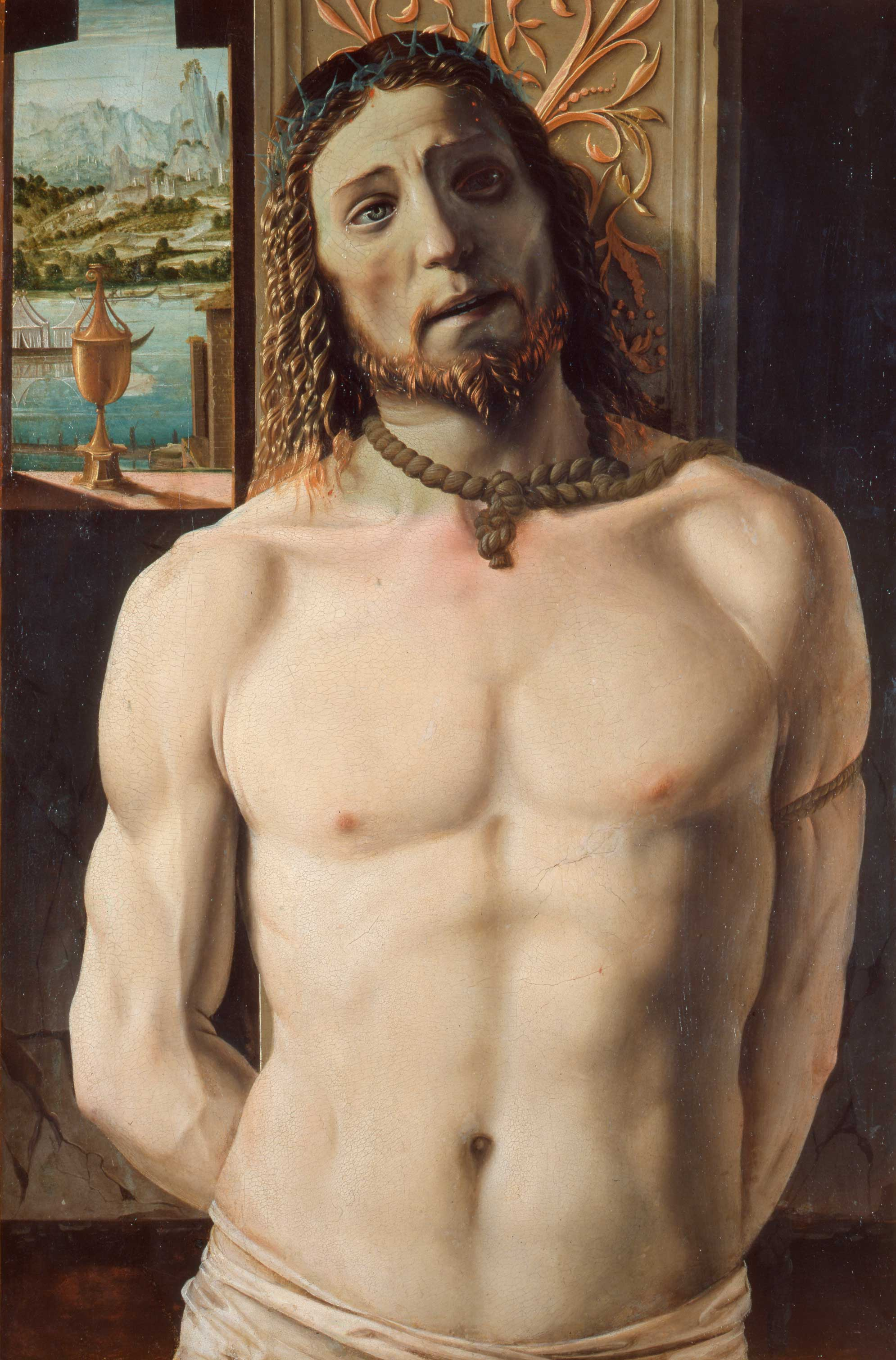
Christ à la colonne, attribué à Bramante, pinacothèque de Brera, Milan.

En 1487, Bramante participe, comme Leonard de Vinci, Francesco di Giorgio Martini, Giovanni Antonio Amadeo et d'autres, au concours pour la tour-lanterne de la cathédrale de Milan, présentant un projet avec un plan carré et un support direct sur les piliers, pour lequel il crée un modèle en bois et qui est peut-être représenté dans une gravure du traité de Cesare Cesariano qui était son élève. Bramante rédige un rapport sur le sujet, connu sous le nom d'Opinio super Domicilium seu Templum Magnum. C'est la seul document d'architecture théorique de Bramante qui nous soit parvenu, dans lequel, interprétant Vitruve, il désigne comme caractéristiques de l'architecture, la « force », la « conformité avec le reste de l'édifice », la « légèreté » et la « beauté ».
Durant sa période milanaise, Bramante exerce également sa passion littéraire dans le milieu de la cour. À l'époque, il est également salué comme musicien et poète et « était d'une grande faconde en vers », comme l'écrivit Caporali en 1521. Il laisse un petit recueil de 25 sonnets (Editions Rue d'Ulm, 2019) traitant de la souffrance d’amour, influencé par le Dolce stil novo, que l’on dit d’une richesse, d’une grande finesse de style, et plus accomplis que ceux de Leonard de Vinci, le style de la rédaction des demandes de soutien financier que le poète adresse à son mécène et ami, Gaspare Visconti, témoignant également de son goût pour le burlesque.

### Église Santa Maria presso San Satiro

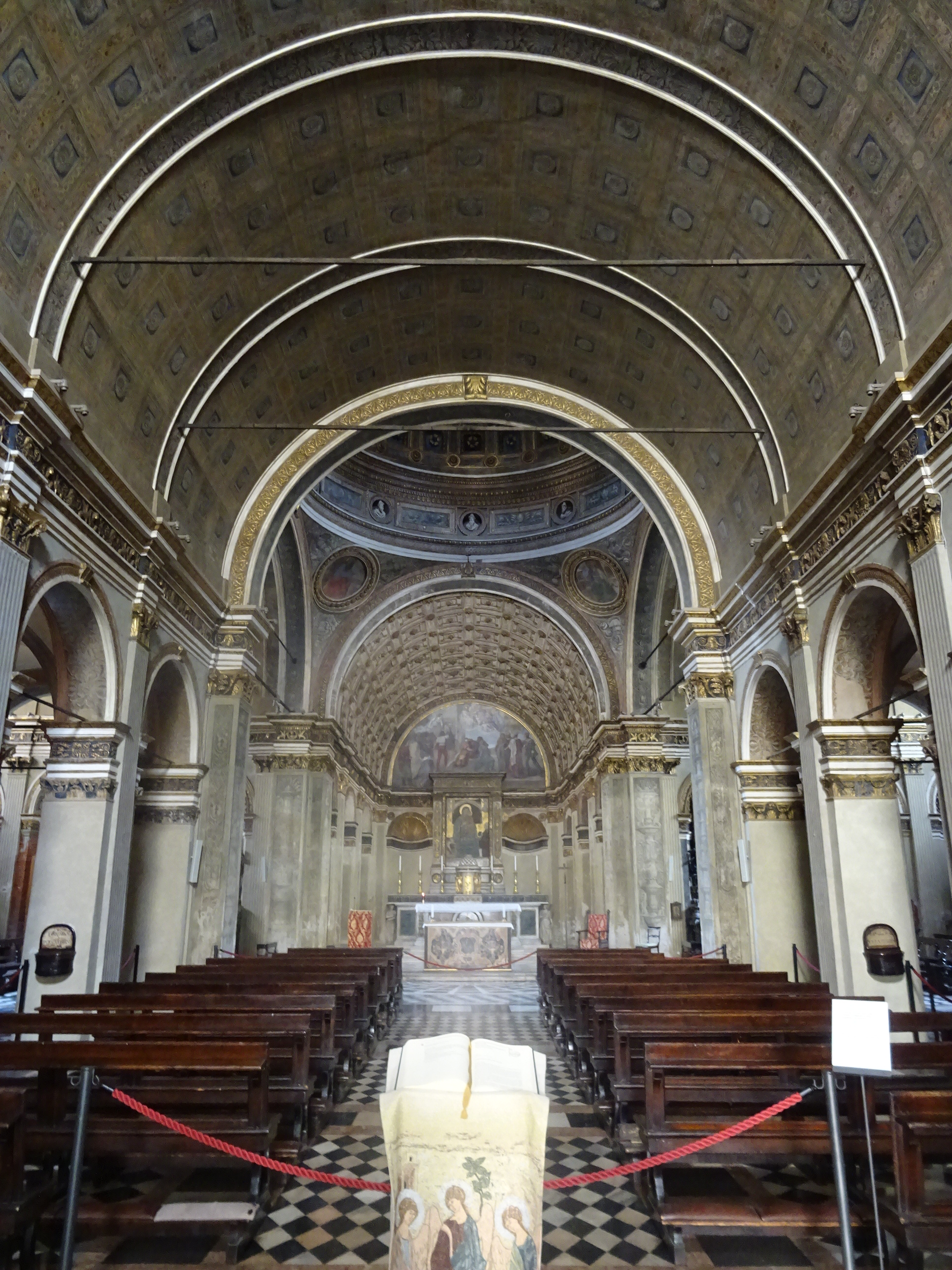
Vue frontale de l'Autel de l'église Santa Maria presso San Satiro réalisé par Donato Bramante.
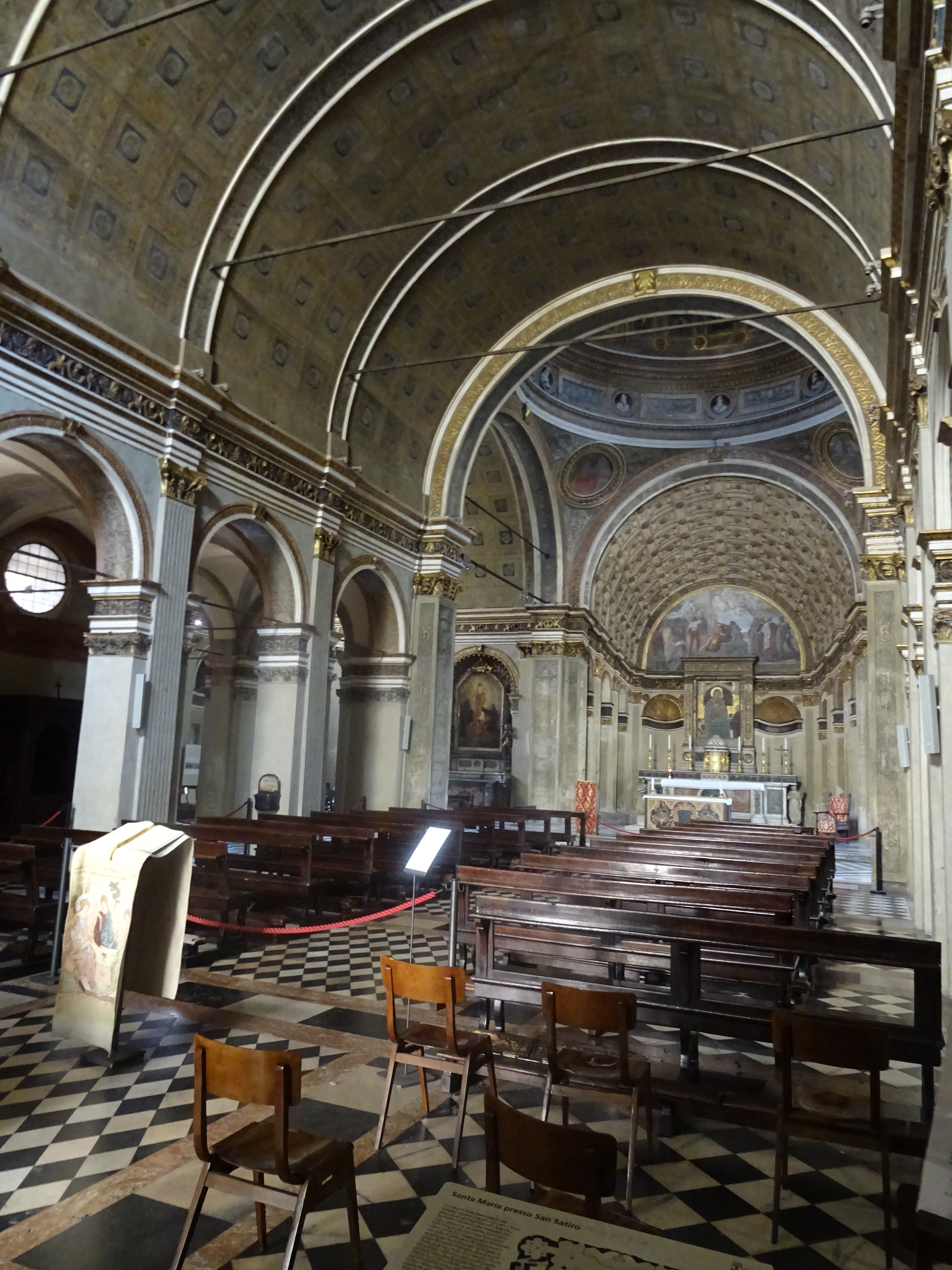
Vue oblique de l'Autel de l'église Santa Maria presso San Satiro réalisé par Donato Bramante.
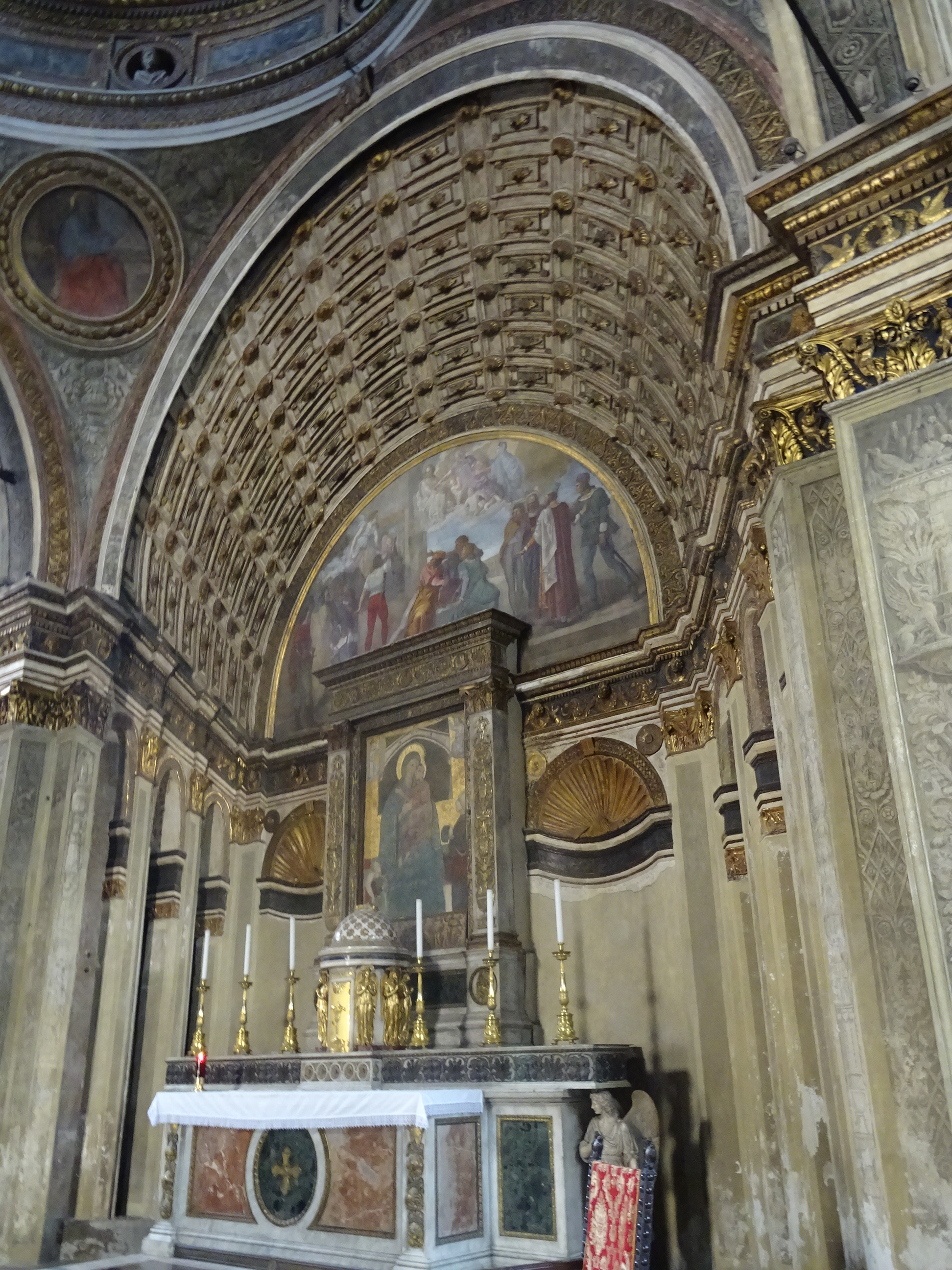
Vue latérale de l'Autel de l'église Santa Maria presso San Satiro réalisé par Donato Bramante.

Bramante construit l'église Santa Maria presso San Satiro qui jouxte la petite église du IXe siècle de San Satiro, et qui semble être sa première réalisation comme architecte.

Du centre de la nef, l'autel parait placé dans un chœur profond surmonté d'une voûte à caissons et flanqué de niches peu profondes entre les piliers. 

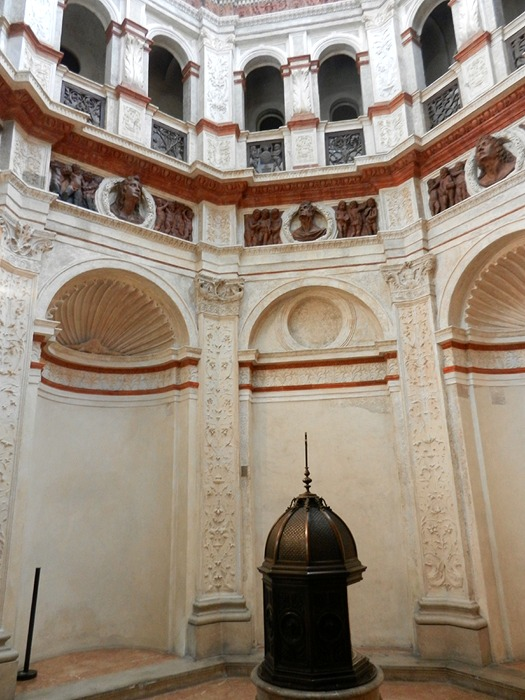
Baptistère de Santa Maria presso San Satiro.

Au-dessus de la croisée formée par les larges transepts, s'élève une coupole à caissons.
À première vue cruciforme, cette église a en fait un plan en T : la rue juste derrière le mur est des transepts ne laisse pas de place pour le chœur ; il s'agit d'une perspective illusionniste parfaite vue de la nef, profonde de quelques dizaines de centimètres seulement.
Les niches du mur est des transepts rappellent les formes austères et classiques inspirées par Piero della Francesca : coquille remplissant la partie supérieure arrondie, traitement des corniches, piliers avec application de pilastres soutenant les arcades de la nef et des transepts, traitement des caissons de la coupole et des voûtes.
Une profusion d'ornements, typique de l'art milanais, masque la pureté et la rigueur des formes.
Les documents trouvés jusqu'à présent ne prouvent pas définitivement que l'abside en perspective doit être attribuée à Bramante ; cependant, cette attribution demeure la plus courante dans la littérature artistique, bien que dans le contrat de 1486, Giovanni Antonio Amadeo semble présenter une meilleure capacité, aussi certains pensent que la paternité de l'ensemble du projet doit lui être attribuée.
L'attribution à Bramante de la sacristie au plan octogonal est tout aussi controversée et incertaine.
À l'extérieur du complexe, la façade sur via la Falcone présente le premier exemple d'utilisation à Milan d'un ordre classique.

### Transformation de Sant'Ambrogio (1492-1500)

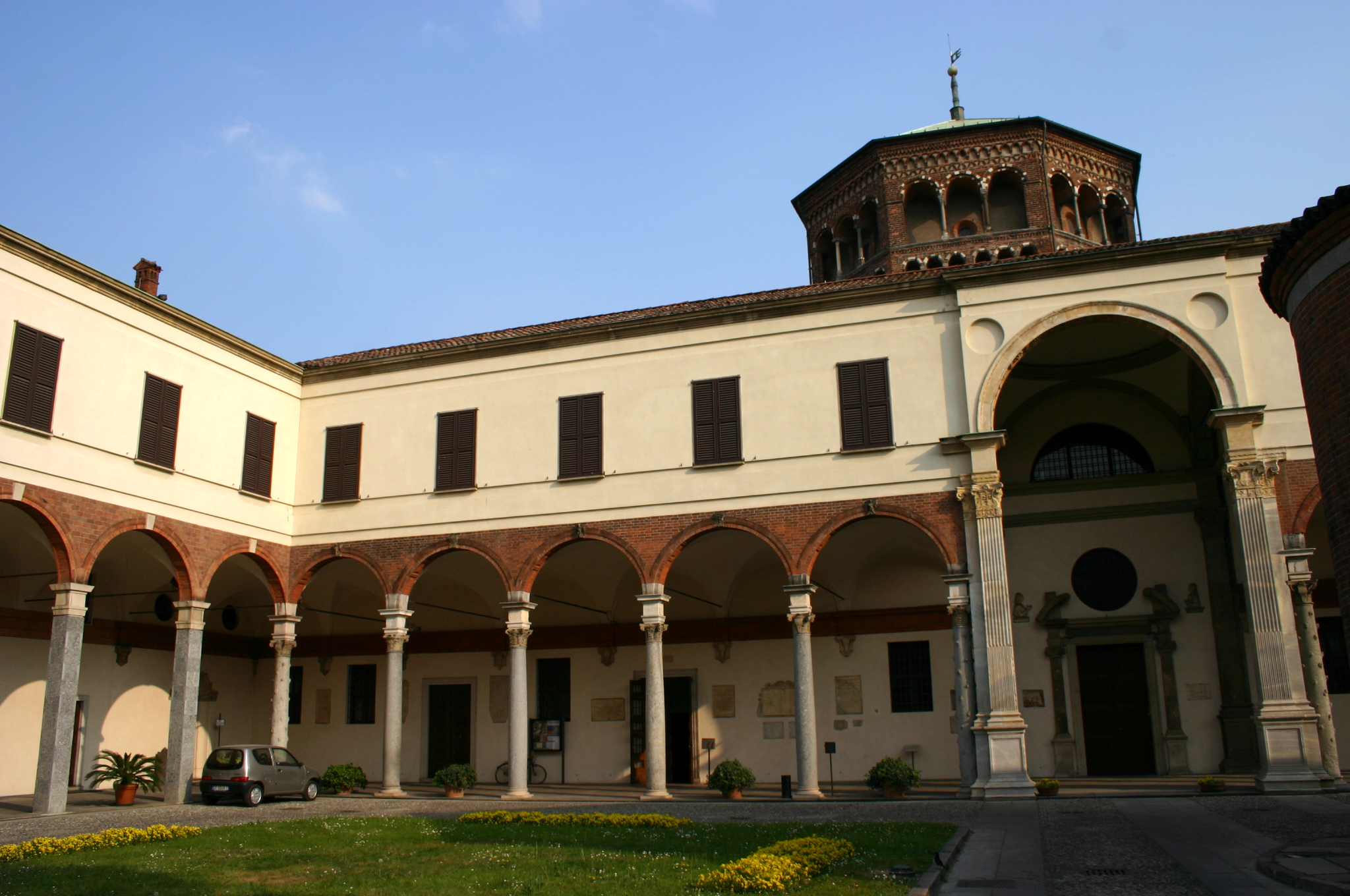
Cour de la Basilique Sant'Ambrogio.

Il s'agit de la deuxième grande œuvre milanaise de Bramante, commandée par Ludovic Sforza et son frère Ascanio Sforza, qui demandent deux interventions distinctes : un presbytère pour le clergé séculier situé au nord de la basilique Sant'Ambrogio et deux cloîtres pour le monastère cistercien situé au sud, qui modifient en même temps les espaces annexes de la basilique.
Le presbytère est conçu autour d'un portique carré avec quatre arcs de triomphe à double hauteur sur les axes, dans lequel une référence vitruvienne à l'ancien forum romain est perceptible.
Bramante construit entre 1492 et 1499 un seul des quatre côtés prévus et installe les colonnes pour le second, qui ne sera jamais terminé, laissant à jamais une construction inachevée.

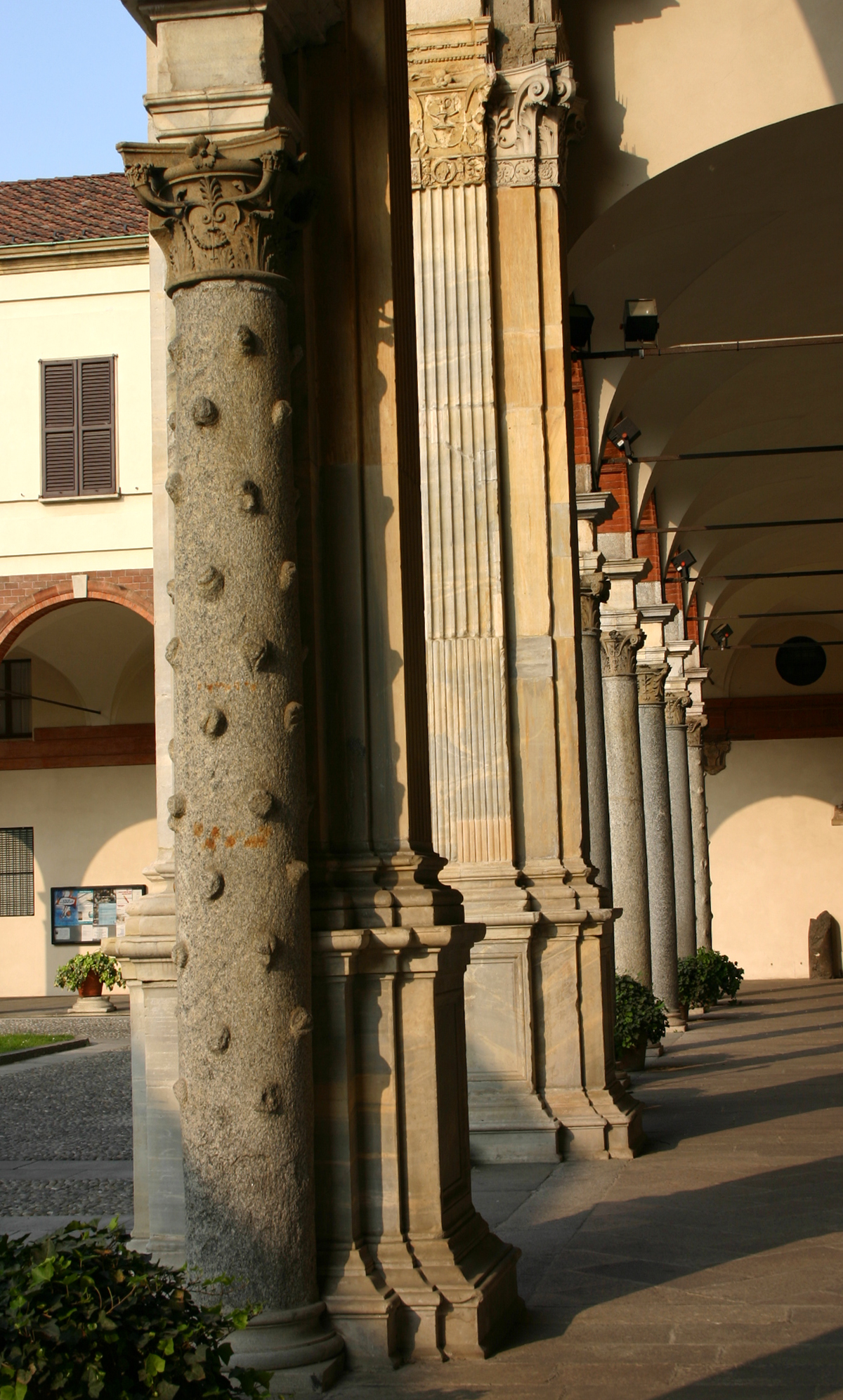
Une des colonnes imitant un tronc d’arbre de la Basilique Saint Ambroise de Milan.

L'influence de Brunelleschi est notable dans le portique qui se présente comme une succession d'arcs en terre cuite sur colonnes et chapiteaux composites et est interrompu par l'arc d'entrée. Il comporte également quatre colonnes « laboratas ad tronchonos », dont l'aspect rappelle un tronc d'arbre à peine taillé, faisant référence à Vitruve et à l'origine des colonnes qui étaient en bois. L'espace entre le portique et l'église permet à Bramante de créer de nouvelles chapelles entre les contreforts et de commencer également la construction d'une sacristie dans l'abside.
Toujours sur le côté sud, en démolissant les parties annexes de l'église romane, Bramante construit d'autres chapelles.
Pour le monastère cistercien, il conçoit deux nouveaux cloîtres, dont la construction commence vers 1497, mais s'achève après son départ pour Rome, selon une maquette en bois qu'il laisse et qui se caractérise par un plan grandiose qui sera imité tout au long du XVIe siècle. Les deux cloîtres, caractérisés respectivement par l'ordre dorique et l'ordre ionique (à cette époque encore inhabituels), ont des arcs inhabituellement hauts de 7,5 mètres.
Cette solution aura du succès en tant que typologie car elle s'avère particulièrement adaptée pour accueillir à la fois de grandes salles à double hauteur, telles que des cantines et des bibliothèques, et des cellules pour les moines sur deux étages. Dans le corps de bâtiment entre les deux cloîtres, un grand réfectoire est construit au XVIe siècle. Le complexe est aujourd'hui le siège de l'université catholique.

### «Tribune» de Santa Maria delle Grazie (1492-1497)
En 1490, Guiniforte Solari achève la construction de l'église Santa Maria delle Grazie de style gothique tardif. Ludovic Sforza ordonne de démonter le chœur et deux chapelles latérales tout juste construits pour faire place à la vaste « tribune » Renaissance que certains attribuent à Amadeo et d'autres à Bramante en l'absence de documentation exhaustive en dehors des témoignages indirects ou tardifs,.
L'architecte aménage deux absides latérales deux fois plus grandes que les chapelles préexistantes et un chœur très allongé se terminant par une autre abside. La différence d'échelle se voit également en coupe : en effet, le projet d'Amadeo ou de Bramante est deux fois plus haut que celui de Solari et se termine par un dôme hémisphérique qui est alors le plus haut construit après celui de Santa Maria del Fiore.
Bramante s'attache à l'espace et au volume plus qu'aux qualités scénographiques qui ont dominé ses plans à Santa Maria presso San Satiro. Les espaces aux proportion soignées s'enchaînent : coupole hémisphérique au-dessus du grand cube du chœur central, cube en proportion surmonté d'un autre hémisphère soutenu par une niche avec une demi-coupole, chœur principal agrandi sur les côtés par de profondes niches en demi-cercle, ensemble articulé par une large corniche. Les petites fenêtres à la base de la coupole permettent à la lumière d'envahir l'intérieur.
La tribune est achevée après le départ de Bramante ; cela est visible dans le contraste entre l'ordre géométrique typiquement Renaissance et l'excès de décorations typiquement lombardes, réalisés plus tard et certainement par Giovanni Antonio Amadeo, sur la base de la documentation disponible.

## Autres œuvres en Lombardie
Bramante se voit attribuer, non sans incertitude, de nombreuses œuvres dans diverses villes lombardes, conçues lors de son séjour à Milan. Souvent, faute de documentation, il n'est pas possible de faire la distinction entre une intervention directe sur place, la fourniture de dessins à réaliser par des maîtres constructeurs locaux, ou la simple influence que l'autorité du maître a transmise à un vaste environnement culturel et qui persistera même après son départ pour Rome. En effet, entre les XVe et XVIe siècles, une identité architecturale Renaissance, mais spécifiquement lombarde, s'est formée, avec des personnalités telles que Cristoforo Solari, qui a assimilé la langue de Bramante.
Le Sanctuaire de la Beata Vergine dei Miracoli à Saronno fait partie de la liste de ces attributions, pour lesquelles il n'existe aucun document attestant la participation de l'architecte au projet initial, même en présence d'éléments stylistiques pouvant suggérer sa participation.

### Pavie

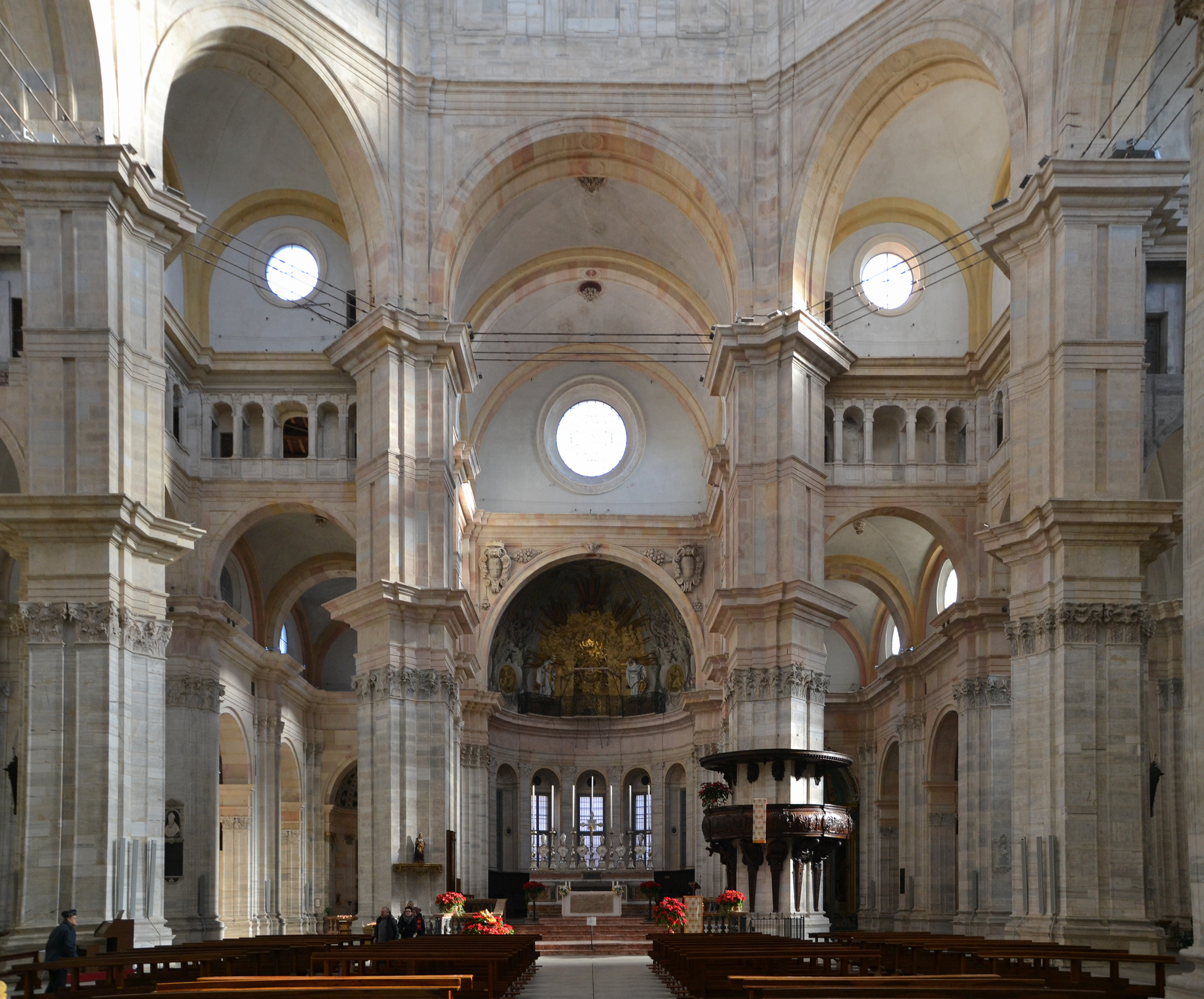
Interieur du dôme de Pavie.

De manière concordante, le projet planimétrique de l'imposante cathédrale de Pavie est attribué à Bramante, basé sur le greffage d'un noyau en forme de dôme octogonal sur un corps longitudinal à trois nefs, comme dans la cathédrale Santa Maria del Fiore à Florence ou dans le sanctuaire de la sainte Maison de Lorette alors en construction et que Bramante a très probablement connu. Il intervient sur place en 1488 ; en plus du schéma planimétrique général d'après les projets d'autres architectes dont Pellegrino Tibaldi, il réalise la crypte (achevée en 1492) et la partie basse de l'abside du bâtiment dont la construction s'est poursuivie très lentement, après son départ de Milan.

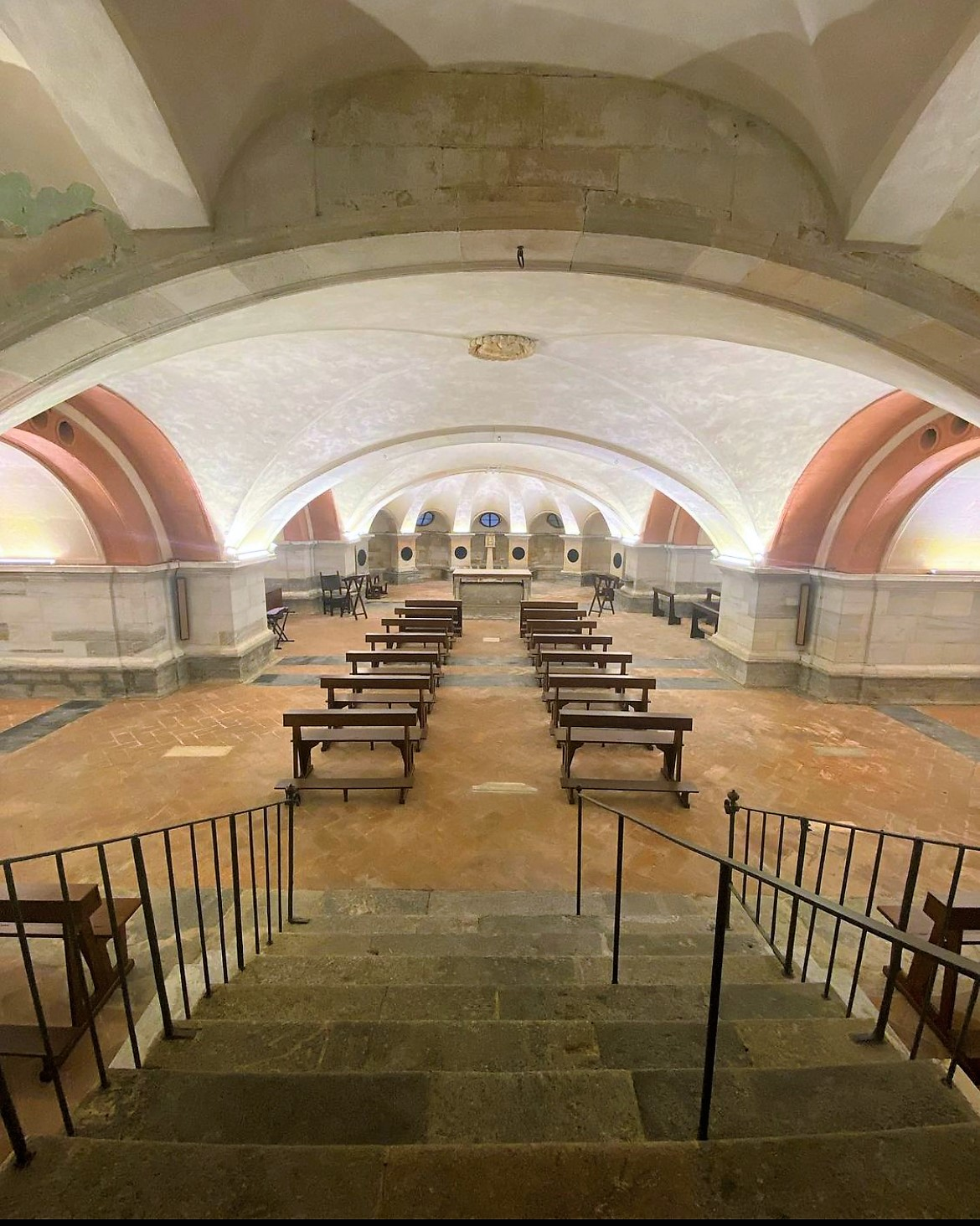
La crypte de la cathédrale de Pavie (1492).

Dans le projet de Bramante, d'autres références sont également détectables, comme preuve de la vaste culture de l'architecte, comme le projet original de Brunelleschi pour la basilique Santo Spirito, auquel se réfère la succession de chapelles semi-circulaires extrados. Avec ce projet, Bramante positionne comme l'héritier des propositions novatrices et de l'enseignement de Brunelleschi, « fondateur » de l'architecture de la Renaissance. Les études contemporaines de Léonard de Vinci sur les bâtiments à plan central, qui présentent des similitudes avec la Cathédrale de Pavie, plus en termes d'attitude que de solutions spécifiques, sont une autre référence culturelle importante. La crypte, comme d'autres édifices créés par Bramante, présente un plan central, divisé en deux nefs structurées sur deux travées. Les grands piliers, qui soutiennent les voûtes surbaissées, et les arcs brisés de la nef centrale rappellent les thermes de l'âge classique et les nymphées, comme celui des Horti Sallustiani à Rome.
On lui a également attribué dans le passé l'église Santa Maria di Canepanova, pour laquelle, aujourd'hui, l'attribution à Amadeo prévaut.

### Vigevano
En 1492 et 1494-1496 Bramante travaille à Vigevano pour le compte de Ludovic Sforza, et pendant ces séjours, définit peut-être la conformation urbaine de la Piazza Ducale.
Il intervient aussi sur le château, où il conçoit, entre autres, la Tour à qui il donne son nom, mais également la loge des Dames, la fauconnerie et les nouvelles écuries.

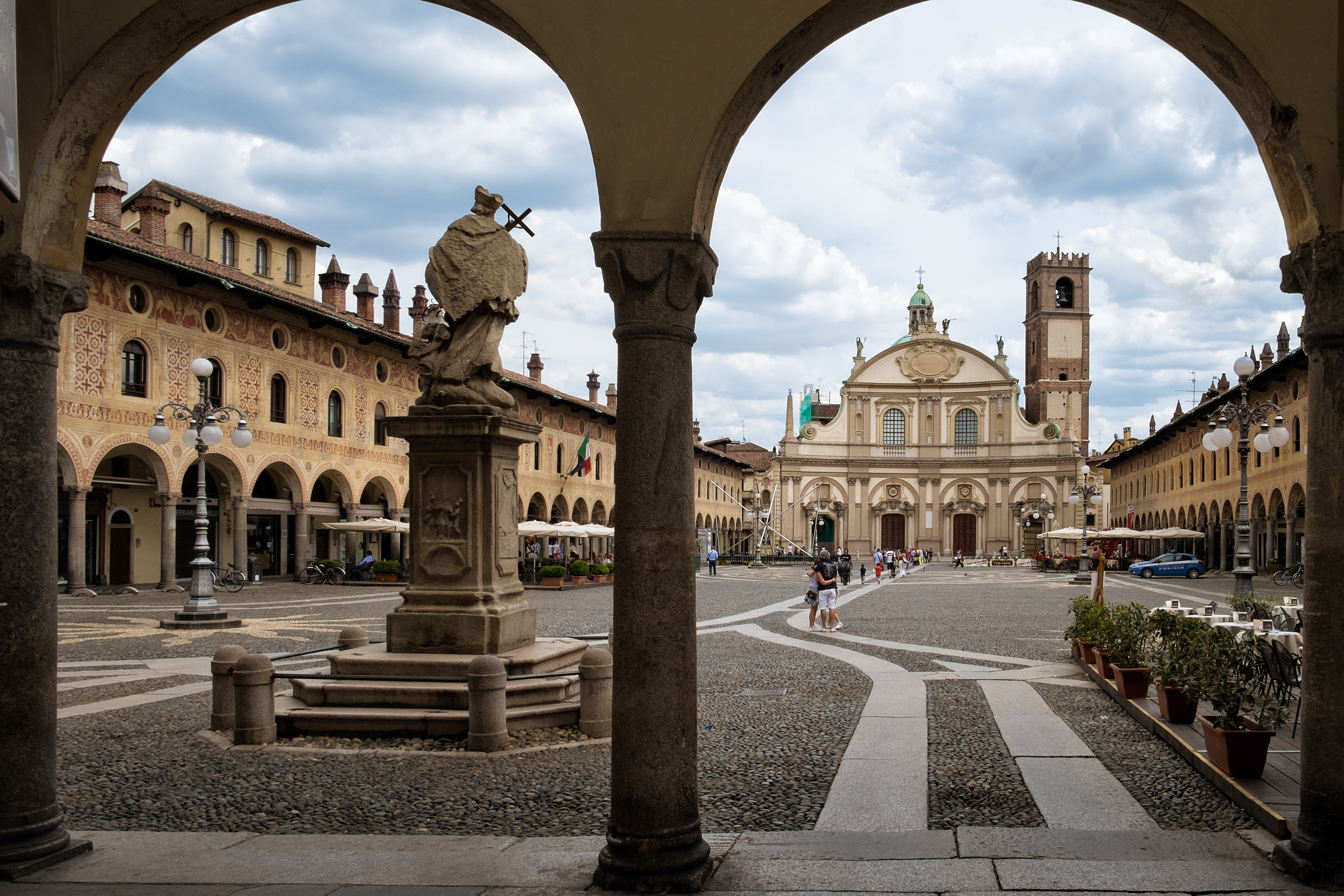
Vue sur la place ducale de Vigevano
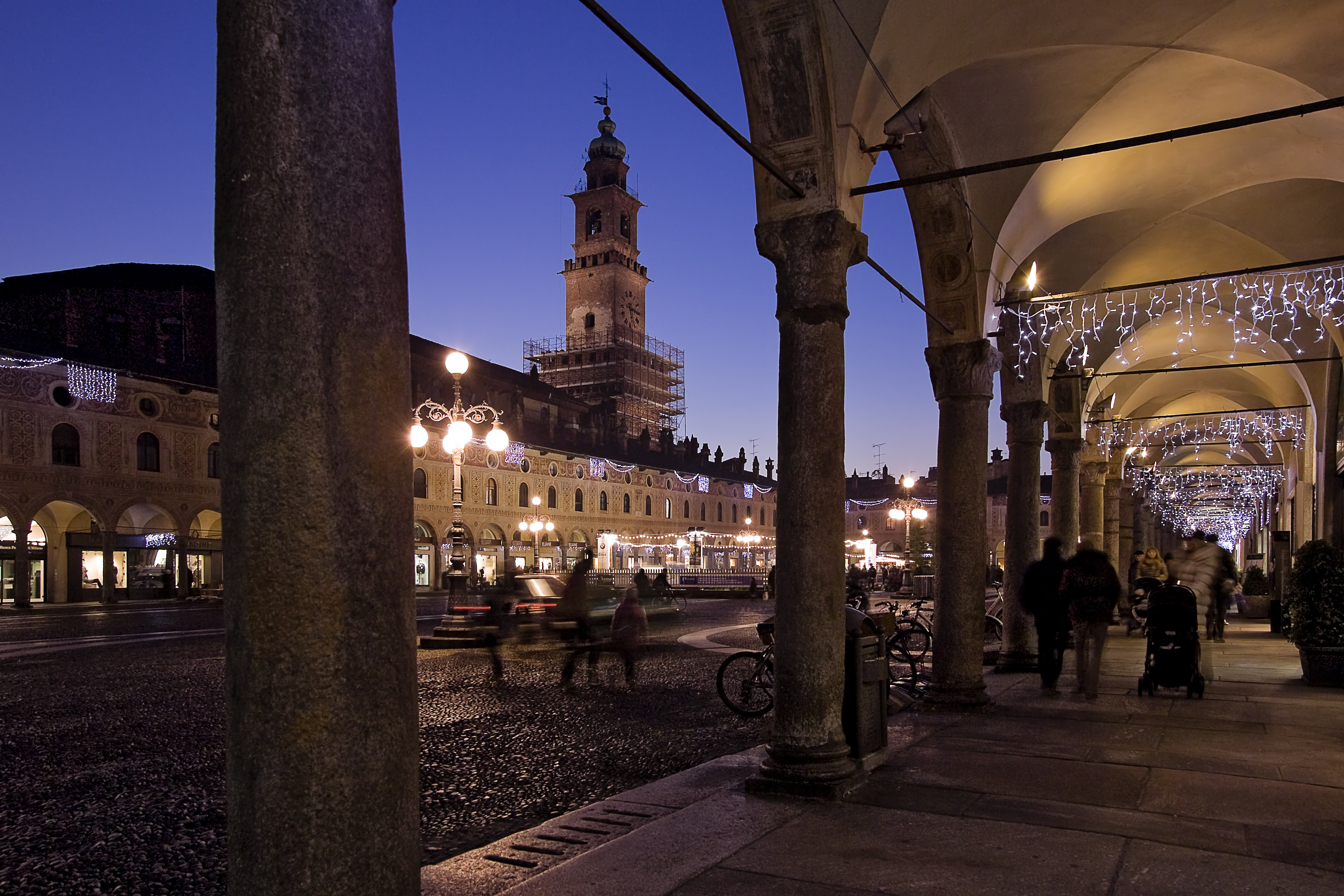
Vue sur les portiques et la tour Bramante de la place ducale de Vigevano

## Rome
Le nouveau siècle est marqué par la chute de Ludovic Sforza (1500) qui a fait de l'artiste l'ingénieur ducal de l'état de Milan, et par la mort de Gaspare Visconti, son mécène. L'architecte décide donc de s'installer à Rome où il reçoit aussitôt d'importantes commandes, telles que la fresque de l'année jubilaire pour Saint-Jean-de-Latran, le cloître de Santa Maria della Pace, le Palazzo Caprini et le temple de San Pietro. Après avoir été nommé sous-architecte par le pape Alexandre VI, il travaille ensuite pour Jules II en tant que premier architecte. On ne sait pas si avant 1499 il est déjà allé à Rome, mais le contact avec les vestiges de l'architecture romaine a une grande influence sur ses travaux, provoquant une évolution profonde malgré le fait que le Maître a déjà 55 ans, à tel point que même ses premières œuvres romaines sont très différentes des dernières de Milan.

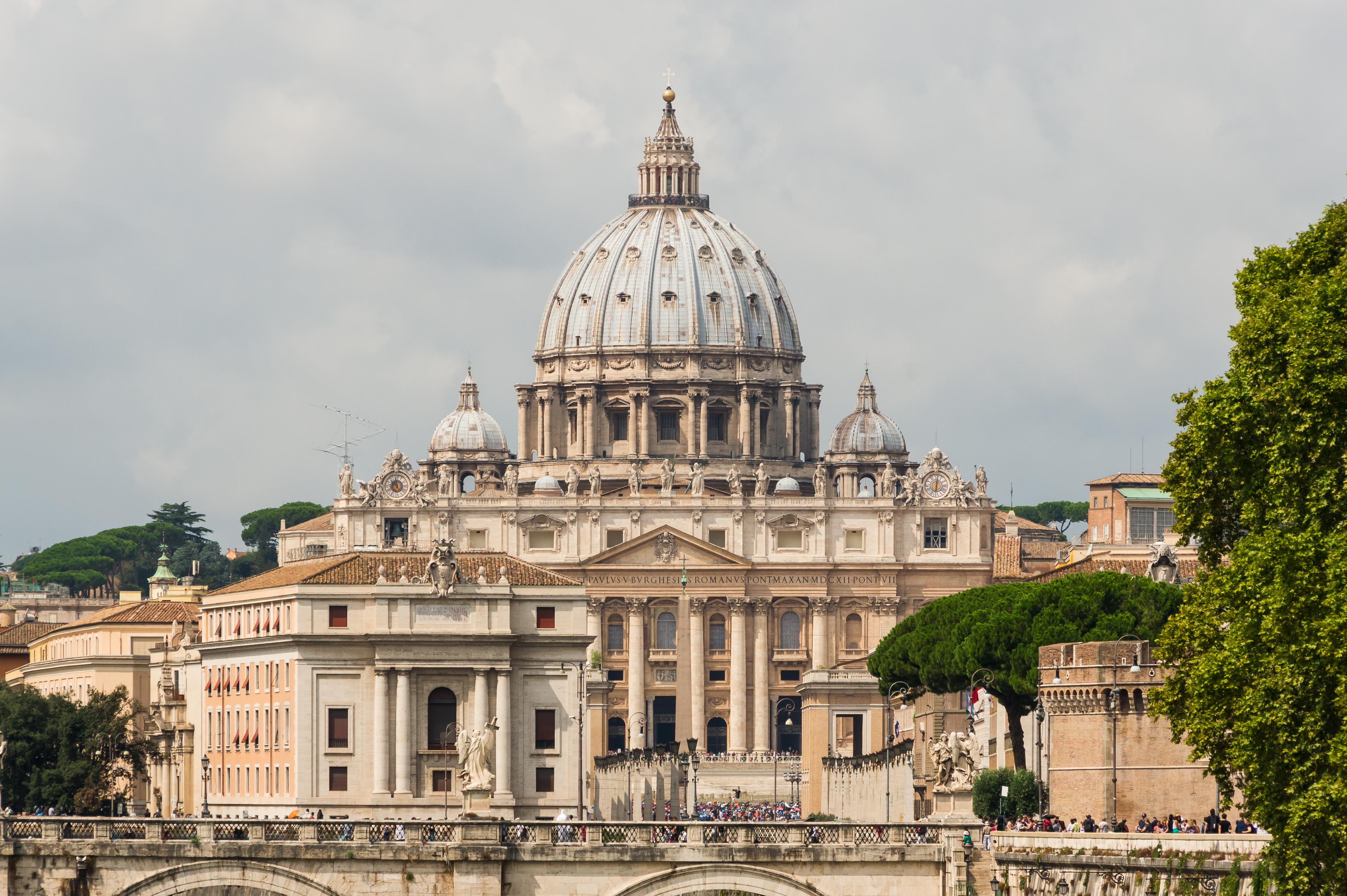
Basilique saint Pierre de Rome, dont les plans et la partie initiale de la construction sont réalisés par Bramante.
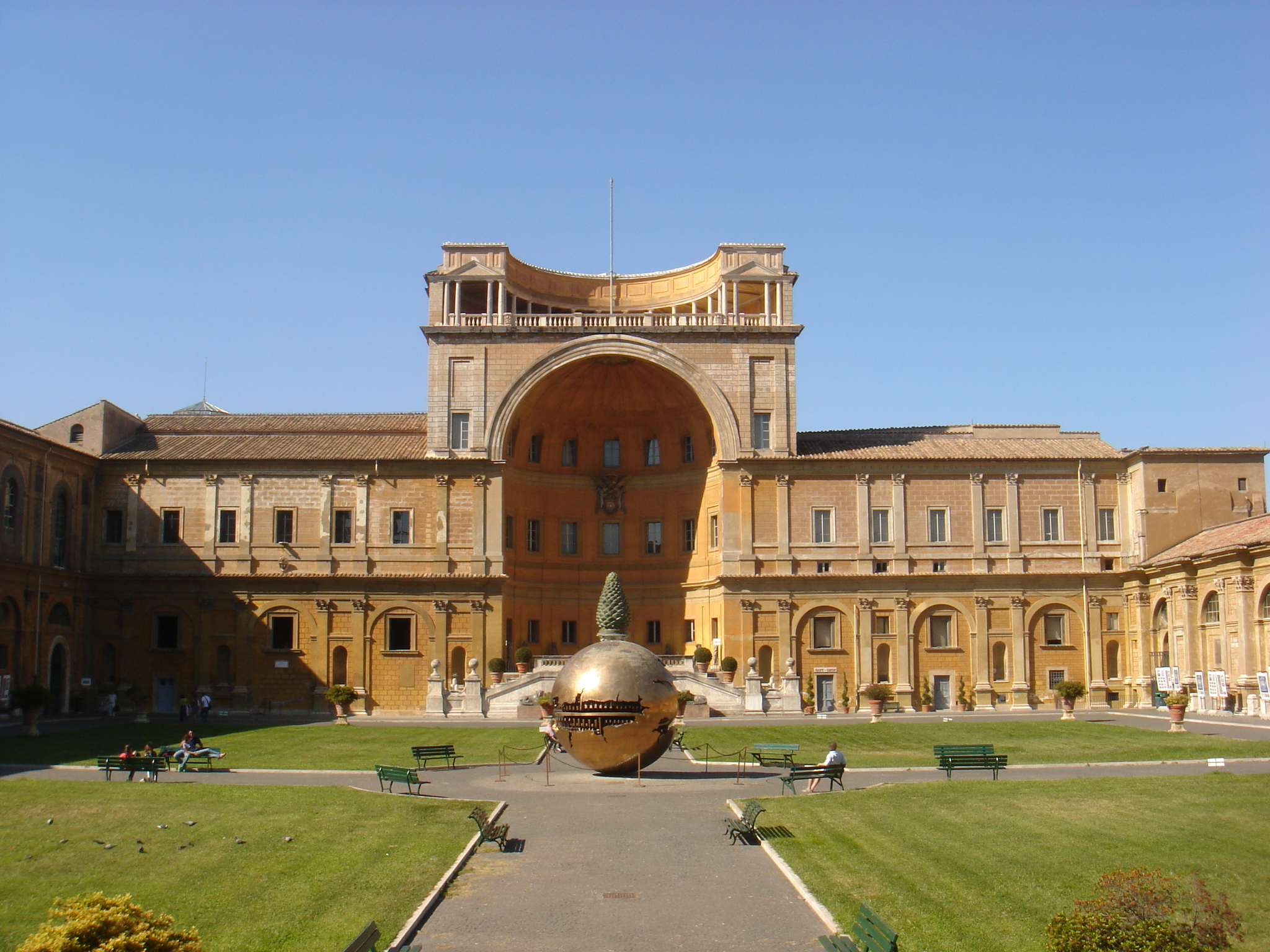
Cour de la Pigna dans le Vatican.
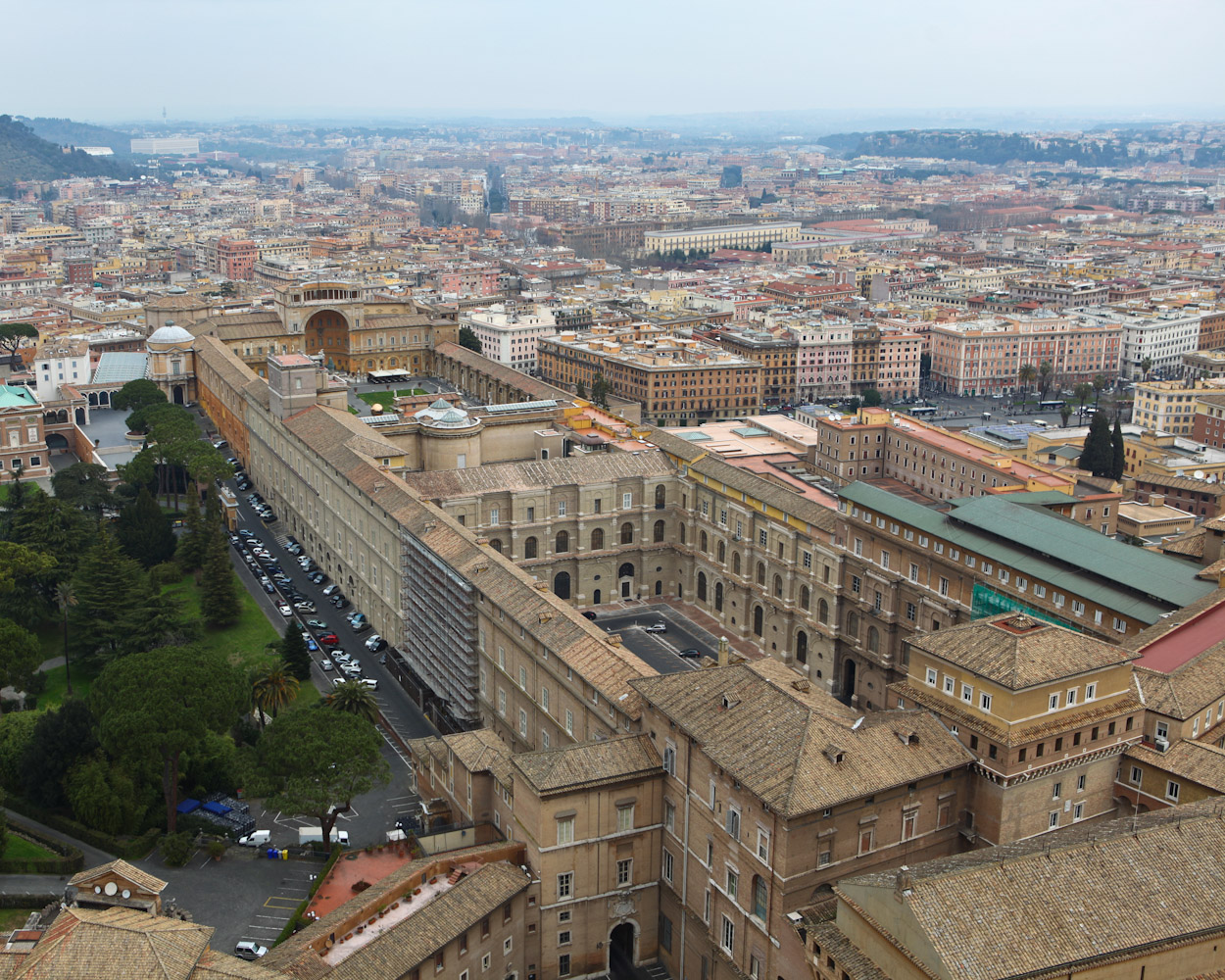
Cour du Belvédère.

### Cloître de l'église Sainte-Marie de la Paix (1500-1504)

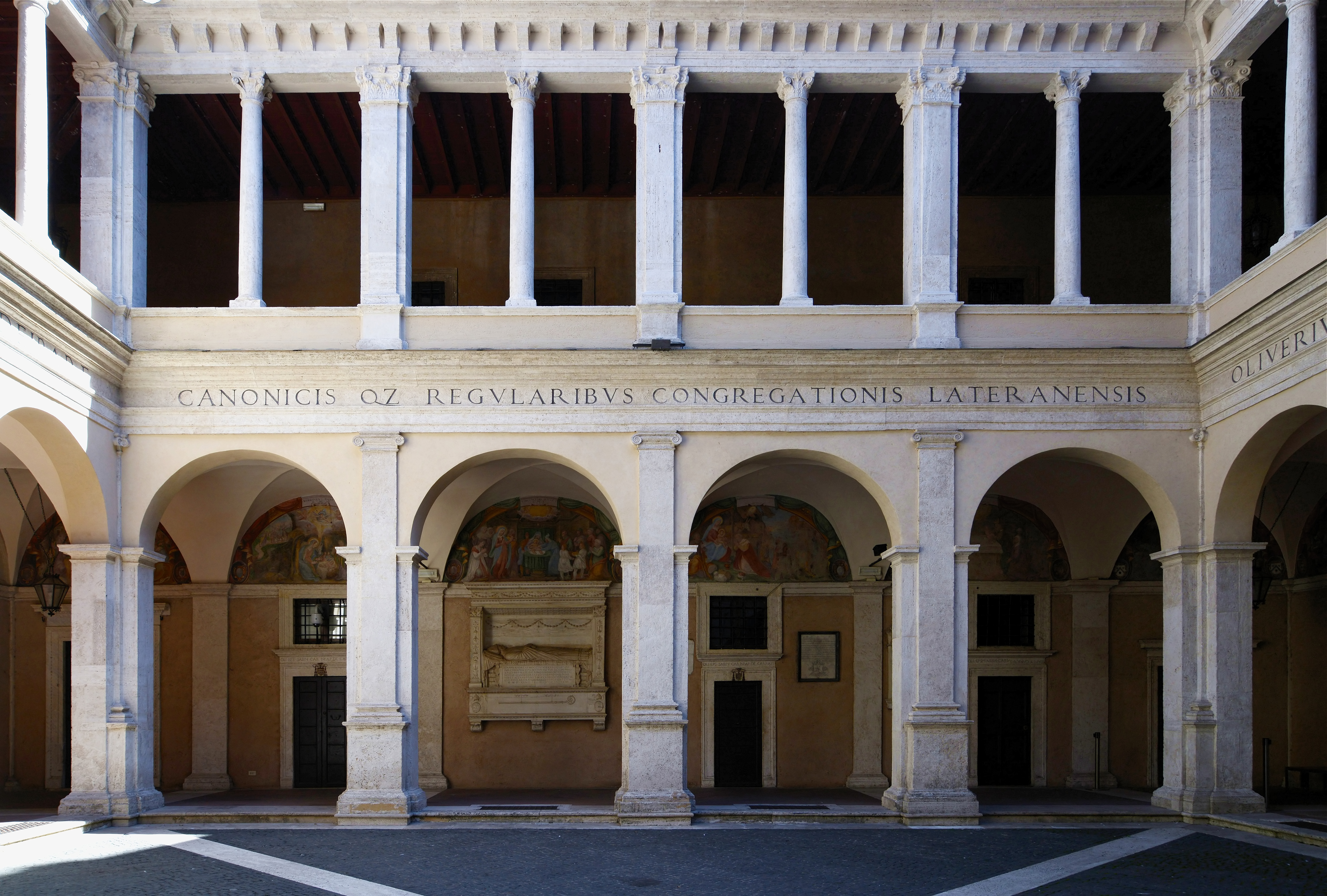
Cloître de l’église de Santa Maria della Pace à Rome.

Entre 1500 et 1504, Bramante réalise le cloître attenant à l'église Santa Maria della Pace à la demande du cardinal Oliviero Carafa. Il s'agit de sa première réalisation importante à Rome dont les proportions parfaites portent en elles les conceptions géométriques de la Renaissance à Urbino.
L'architecture a un langage sévère et sans fioritures ; dans cet ouvrage, Bramante s'éloigne de la période milanaise, au cours de laquelle, peut-être en raison de l'influence des ouvriers locaux, il avait créé des œuvres au riche répertoire décoratif.
Le cloître, de plan carré, est construit à partir d'éléments architecturaux et de compositions issus de l'architecture romaine. Le premier ordre présente des arcs ronds reposant sur des piliers, encadrés par des pilastres et l'entablement sus-jacent : c'est l'une des premières applications en série de cette solution architecturale à la Renaissance. L'ordre supérieur est également innovant dans la non-utilisation de structures cintrées : il consiste en une alternance de piliers et de colonnes qui soutiennent l'entablement.
Le tracé du cloître montre la superposition des ordres classiques : le dorique pour les piliers du rez-de-chaussée, l'ionique pour les pilastres, le composite dans la loggia supérieure, selon une caractéristique découlant de l'observation de monuments classiques comme le Colisée.

### Temple de San Pietro in Montorio (1502)

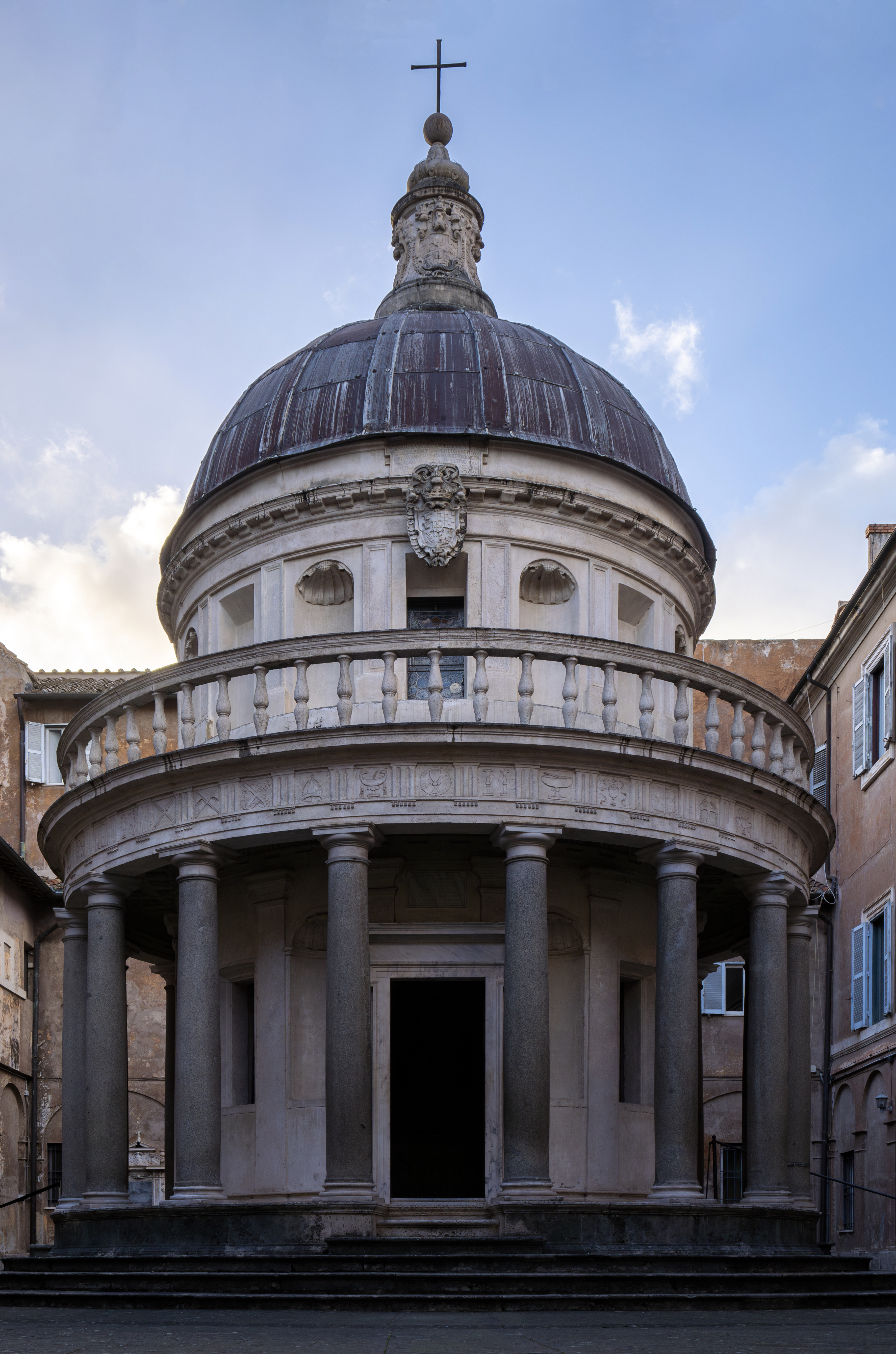
Tempietto de Bramante

Bramante dévoile sa conception du style classique avec le Tempietto de l'église San Pietro in Montorio (1502-1510). Construit, dans la cour de l'église San Pietro in Montorio sur le Janicule, le Tempietto est considéré comme un chef-d'œuvre architectural sur le modèle des architectures des Cités idéales d'Urbino, et des peintures du Perugin et de Raphaël. Il demeure son œuvre probablement la plus emblématique.
Cet édifice propose une synthèse entre art antique et art de la Renaissance : surélévation de trois marches, composé d'une salle centrale circulaire entourée d'un péristyle à colonnes doriques surmontées d'une frise. Commandé par le roi d'Espagne, c'est un petit temple monoptère surélevé, inspiré des anciens temples périphériques circulaires et monumentaux romains, les nommés martyries, car ils ont été construits en l'honneur des martyrs. Il a un corps cylindrique (dont on peut déduire l'admiration de la Renaissance pour la forme circulaire parfaite), taillé dans des niches pour éclaircir l'intérieur et entouré d'une colonnade dorique (periptero), au-dessus de laquelle court un entablement décoré de triglyphes et de métopes avec un thème liturgique d'origine grecque. Une colonnade extérieure entoure l'édifice dont la maçonnerie est marquée par des pilastres en projection des colonnes du péristyle. De manière canonique, Bramante place la colonne dorique sur un socle comme les Romains (tandis que les Grecs la plaçaient directement sur le crépis, c'est-à-dire le sol du temple).
L'intérieur de l'édifice a un diamètre d'environ 4 mètres et demi, de sorte qu'il n'y a pas d'espace pour les célébrations liturgiques. Cela signifie probablement que le temple n'a pas été construit avec des fonctions d'église, mais comme un véritable monument de célébration, dans le cas présent, du martyre de saint Pierre (le Janicule, où se trouve le temple, est traditionnellement considéré comme le lieu où le saint a subi son crucifiement).
Dans le projet original, la cour, maintenant carrée, était circulaire et soulignait le plan centré du temple. L'importance de la centralité de l'expérience religieuse était ainsi amplifiée par l'espace architectural environnant, dans lequel les éléments architecturaux classiques étaient encore combinés, ce qui donnait une importance « exemplaire » à l'ensemble.
Dans ce projet de Bramante, le nombre parfait revient comme référence, qui configure le plan circulaire avec 2 périphérium de 16 piliers. Les pilastres participent également de la centralité du projet car ils sont dimensionnés par la projection du centre ; les colonnes antérieures sont plus petites, les postérieures plus larges.
Le dôme, en conglomérat de ciment à la manière des anciens, a un rayon égal à sa hauteur et à la hauteur du tambour sur lequel il repose ; il a, de fait, une relation claire avec le Panthéon (dans lequel le dôme, également un hémisphère, mesure exactement la moitié de la hauteur du bâtiment complet).
Aujourd’hui, le monument appartient à l'Académie d'Espagne à Rome, placé sous la Direction générale des relations culturelles et scientifiques du ministère des Affaires étrangères espagnol.
Le Tempietto a servi de modèle à certaines villas Palladiennes anglaises, à ainsi qu'au dôme du Panthéon parisien de Jacques-Germain Soufflot au milieu du XVIIIe siècle.

### Projet de la nouvelle basilique Saint-Pierre

Projet de Bramante pour la basilique Saint-Pierre.

Une des œuvres les plus célèbres de Bramante demeure, sans aucun doute, la basilique Saint-Pierre (commencée en 1506) à Rome, réalisée à la demande du pape Jules II.
Depuis plusieurs décennies, les papes songeaient à rénover l'ancienne basilique paléochrétienne, qui était de moins en moins capable de remplir ses multiples fonctions, notamment en raison de problèmes d'électricité statique ainsi qu'aux murs relativement fins et au toit en treillis qui menaçaient de s'effondrer. Le pape Nicolas V avait commencé les travaux pour ajouter un nouveau chœur et un transept à l'ancienne nef afin de surmonter l'église avec un dôme et rénover la nef. Après une longue période d'inactivité, le site est rouvert par Jules II qui a l'intention de poursuivre les travaux entrepris par Bernardo Rossellino pour Nicolas V. Cependant, en 1505, dans le climat culturel de la Renaissance impliquant l'Église et la Curie, le pape décide de construire une nouvelle basilique colossale qui abriterait également le grandiose mausolée, dont la réalisation est confiée à Michelangelo Buonarroti, qu'il a commandé pour héberger sa sépulture.
Bramante est en concurrence avec Giuliano da Sangallo, les deux artisans de la Sainte Maison de Lorette. Les travaux lui sont finalement confiés, dont quelques projets subsistent, dont le fameux « parchemin », dans lequel il propose un plan centré parfait, une croix grecque, caractérisée par un grand dôme hémisphérique placé au centre du complexe, et quatre autres croix grecques plus petites, disposées symétriquement en quinconce autour du grand dôme central.
Le projet représente un moment crucial dans l'évolution de l'architecture de la Renaissance, se plaçant comme la conclusion de diverses expériences conceptuelles et intellectuelles. Le grand dôme s'inspire de celui du Panthéon et aurait dû être en conglomérat de ciment ; d'une manière générale, l'ensemble du projet se réfère à l'architecture romaine antique avec la caractéristique d'avoir les murs conçus comme des masses plastiques capables d'articuler l'espace dans un sens dynamique. La construction de la nouvelle basilique aurait également représenté l'application la plus grandiose des études théoriques entreprises depuis Francesco di Giorgio Martini jusqu'à Léonard de Vinci pour les églises de plan central, études clairement inspirées de la « tribune » octogonale de la cathédrale de Florence. D'autres références proviennent de l'école florentine, notamment de Giuliano da Sangallo qui a utilisé le plan en croix grecque et a proposé précédemment un projet de plan central pour la basilique Saint-Pierre.Cependant, tous les dessins de Bramante n'indiquent pas une solution avec un plan centré parfait, peut-être le signe que la configuration finale de l'église demeurait une question ouverte.

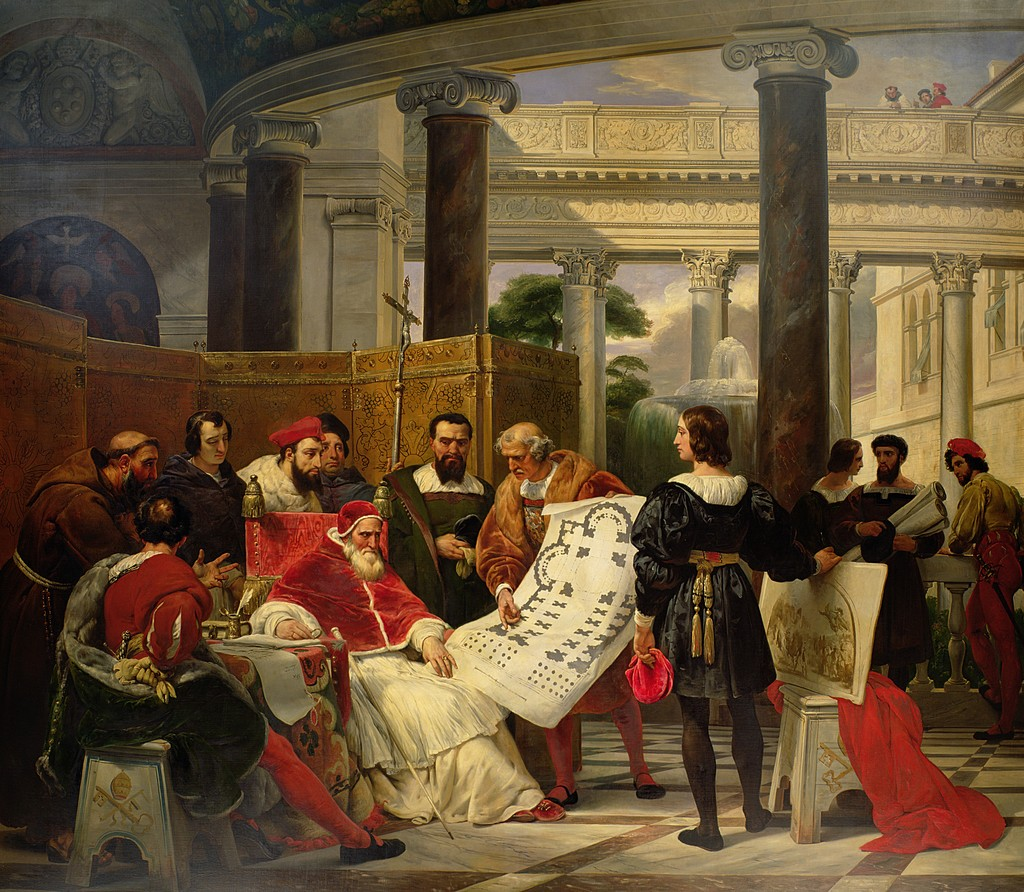
Jules II ordonnant les travaux du Vatican et de saint Pierre à Bramante, Michel-Ange et Raphaël
Horace Vernet, 1827,
musée du Louvre.

En 1505, des solutions élaborées sont développées capables d'intégrer ce qui a déjà été construit du nouveau corps longitudinal de la nef, avec une nouvelle croix, un transept et un dôme. Ce qui a été construit par Rossellino pour le chœur de l'abside est maintenu, complété par des pilastres doriques, contrairement au projet du « parchemin ».
La seule certitude concernant les dernières intentions de Bramante et Jules II, est la construction de quatre puissants piliers réunis par quatre grands arcs destinés à soutenir le grand dôme qui est donc, dès l'origine, l'élément fondateur de la nouvelle basilique. Ainsi, malgré une série de très longues alternances dans la gestion du chantier (de Raffaello Sanzio à Michelangelo Buonarroti et à Carlo Maderno), les projets de Bramante ont influencé la construction du bâtiment, avec l'utilisation de la voûte en berceau et avec le quatre piliers surmontés d'autant de pendentifs diagonaux supportant un vaste dôme hémisphérique. Bien que l'extérieur et une grande partie de l'intérieur du Saint-Pierre d'aujourd'hui parlent la langue de Michel-Ange, Jules II et Donato Bramante sont les véritables créateurs de ce centre spirituel et matériel de la ville.
Les travaux réalisés par Bramante débutent en 1506 avec la démolition de l'abside et du transept de l'ancienne basilique, suscitant une controverse permanente tant à l'intérieur qu'à l'extérieur de l'Église. Bramante, surnommé « maître ruinante », est moqué dans le dialogue satirique Simia (« Singe ») d'Andrea Guarna, publié à Milan en 1517, qui raconte comment l'architecte, se présentant mort devant saint Pierre, est réprimandé par lui pour la démolition et doit en répondre en reconstruisant tout le paradis.
Bramante finalise le plan, en projette les fondements (1513) et élève la Basilique jusqu'à l'entablement, mais il n'a pas le temps de l'achever quand il meurt à 70 ans, le 11 avril 1514 à Rome. L’édifice est achevé par Michel-Ange alors âgé de 39 ans, après avoir été confié à Raphaël.
La performance de Bramante tient à l'envergure de son projet et à sa confiance en la possibilité de réaliser ses idées : rien n'est hors de portée de l'homme de son époque.

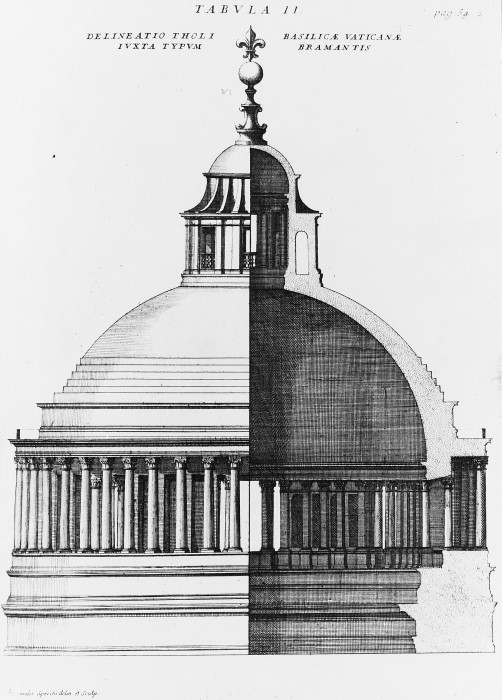
Reconstruction de la Coupole conçue par Donato Bramante.
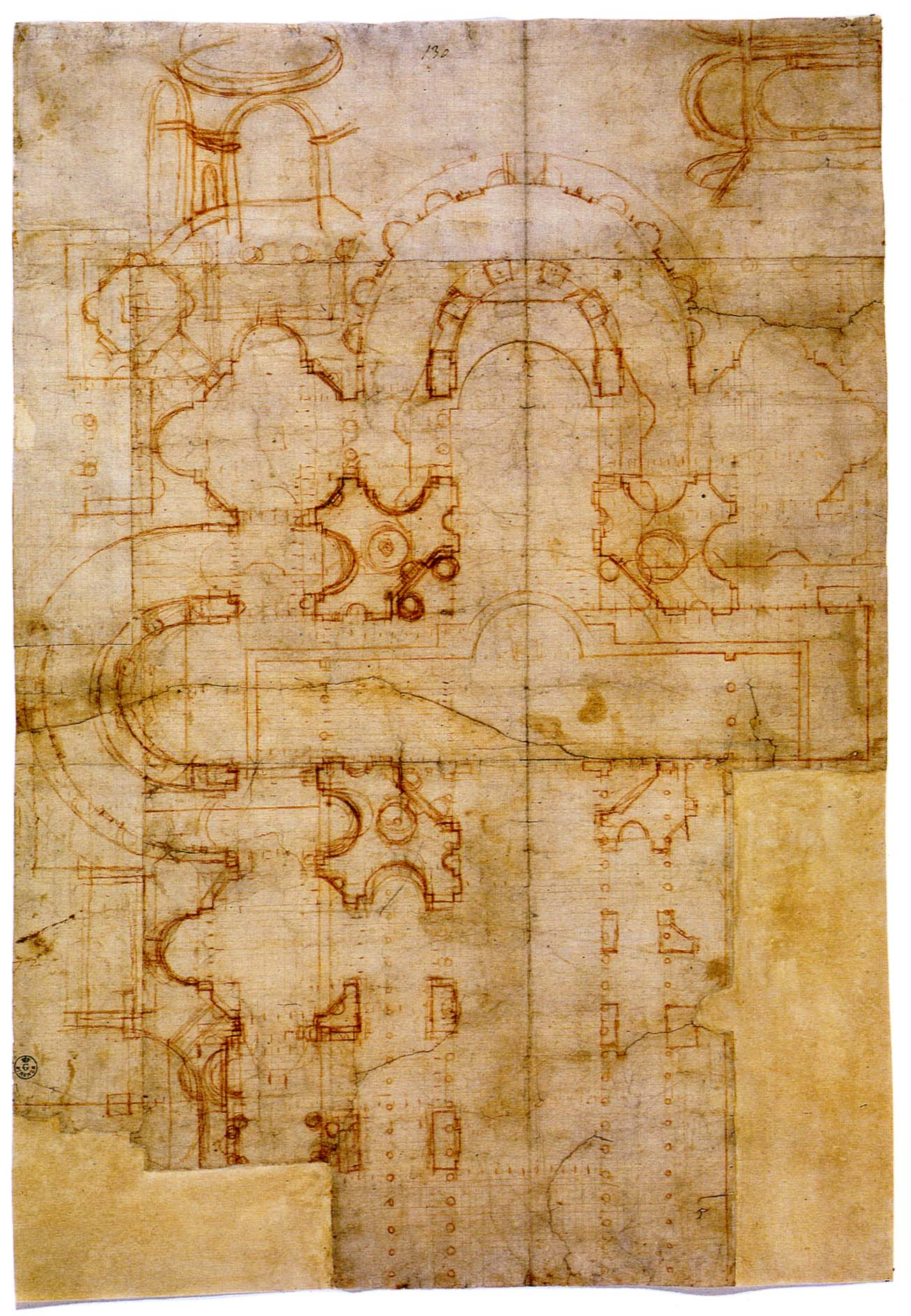
Dessin du plan pour saint-Pierre de Rome de Bramante.

### Cour du Belvédère
À partir de 1505, Bramante conçoit, sur les ordres de Jules II, l'aménagement d'un grand espace (environ 300 × 100 m) sur une pente située entre le palais du pape Innocent VIII, connu sous le nom de « Casino du Belvédère » en raison de sa position surélevée, et le reste du complexe du Vatican (en particulier la chapelle Sixtine et les appartements papaux).
La cour est divisée en trois terrasses de différentes hauteurs, reliées par des rampes, et fermées latéralement par de longs bâtiments, utilisés de diverses manières. Dans la cour basse, conçue comme un théâtre et fermée par un exèdre semi-circulaire, des arcades de trois ordres différents (dorique, ionique et corinthien) s'interrompent dans le premier escalier par des marches douces et légèrement inclinées. À l'extérieur, du côté est de la cour, se trouve la Porta Giulia en pierre de taille. La seconde cour, plus petite, est complétée par des murs. La cour supérieure, à laquelle on accède par un escalier à double papillon, présente des murs avec un double ordre des pilastres formant des serliennes. La perspective de la cour se termine par une grande niche, construite en 1565 par l'architecte Pirro Ligorio pour compléter l'ancienne cour du Belvédère.
Derrière la niche, une autre cour octogonale est créée, qui est aussi appelée « cour du Belvédère », où est conservée depuis longtemps la collection des statues antiques du pape, dont l'Apollon du Belvédère et le Groupe du Laocoon. Près de cette cour, Bramante construit un célèbre escalier en « escargot » contenu dans une étroite rampe cylindrique en spirale soutenue par des colonnes. Ainsi, le « Casino » d'Innocent VIII (la Villa del Belvedere d'origine) est intégré dans le nouveau complexe.
Bramante n'a pas vu ce chantier achevé ; comme tous les autres grands chantiers papaux, les travaux se sont poursuivis tout au long du XVIe siècle. Son projet global a été modifié dans les périodes ultérieures. Entre 1585 et 1590, la cour du Belvédère est divisée par le bras transversal de la Bibliothèque de Sixte V, interrompant la continuité visuelle du grand espace en terrasses. En 1822, un deuxième corps transversal de bâtiment est construit, aujourd'hui occupé par les musées du Vatican. À partir de ce moment, trois cours ouvertes sont créées: le Cortile della Pigna (qui tire son nom d'une colossale pomme de pin romaine en bronze), la cour de la Bibliothèque et le Cortile del Belvedere. Le complexe de bâtiments est principalement utilisé à des fins muséales.

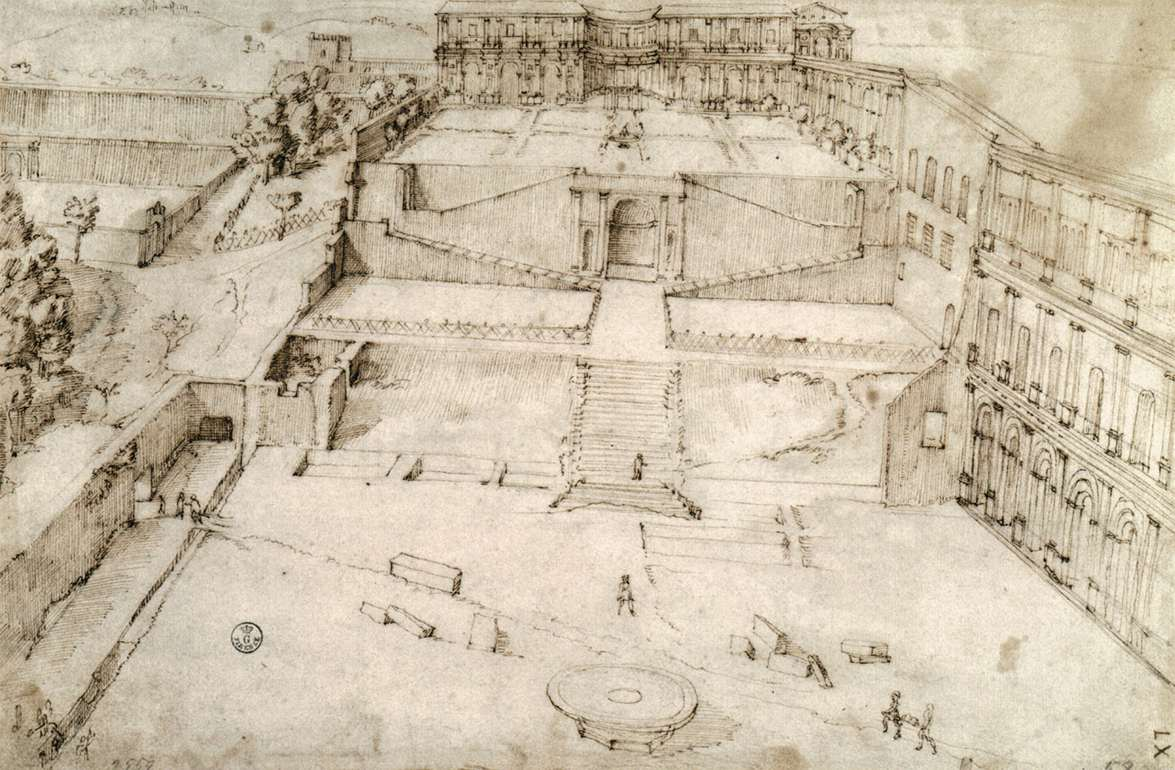
Giovanni Antonio Dosio, dessin de la cour du Belvédère du Vatican selon le projet de Bramante.

### Palais Caprini (détruit)

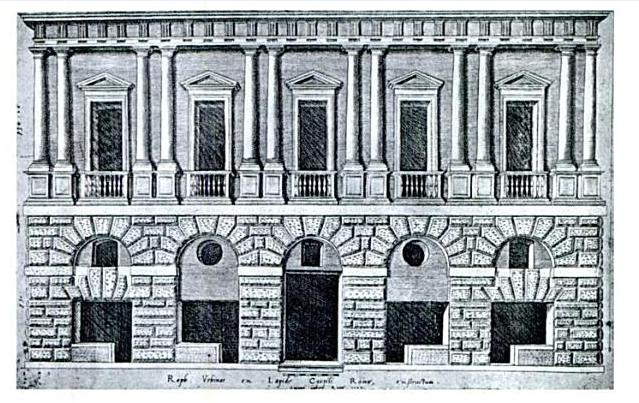
Palais Caprini.

Conçu par Bramante vers 1510, la Palazzo Caprini est aussi appelé Palazzo di Raffaello (ou Casa di Raffaello) car l'artiste y avait élu domicile et y mourut. Il est transformé au XVIe siècle, puis détruit au XVIIe siècle. Il s'agit d'un prototype fondateur de l'architecture civile de la Renaissance, figurant un modèle de palais qui aura de nombreux imitateurs à Rome et ailleurs comme Andrea Palladio.
La façade se caractérise par un soubassement élevé en bossage, coulé en coffrage, qui comprend un étage inférieur, destiné aux commerces (selon la tradition médiévale) et une mezzanine. Le rez-de-chaussée de cinq travées est marqué par un ordre de colonnes doriques couplées surmontées d'un entablement complet, correspondant à l'étage du grenier qui reçoit la lumière par des trous sur les métopes.

### Autres ouvrages à Rome
- Via Giulia. Outre ses travaux architecturaux, Bramante est également chargé de réaliser l'une des transformations urbaines souhaitées par Jules II qui voulait rectifier la rue magistralis pour en faire une voie d'expansion et de réaménagement de la ville, parallèle à la Via della Lungara voulue par Alexandre VI, l'amenant grâce à un nouveau pont (non construit) au Vatican. En 1507, Bramante commence les démolitions à droite et à gauche de la nouvelle « strada Recta » qui deviendra l'une des zones de très grande activité de construction sous Léon X, prenant le nom de Via Giulia. Entre le Tibre et cette nouvelle route, Jules II conçoit le nouveau palais des tribunaux avec des prisons attenantes, aussi connu sous le nom de San Biagio du nom de l'église voisine, un projet qui, bien qu'ayant été commencé, n'a jamais été terminé, seules restant de ce grand chantier, certaines sections du sous-sol en pierre de taille connues sous le nom de« sofà de via Giulia »[41].
- Projet pour l'église des Saints Celso et Giuliano, commandé par Jules II à la suite de la démolition de l'ancienne église et des travaux d'agrandissement de la via dei Banchi. Le projet, avec un plan centré, est lié aux projets contemporains du chantier de Saint-Pierre. Faute de moyens financiers, elle n'a pas été achevée ; ce qui a été réalisé a été détruit et remplacé par l'église actuelle[42].
- Chœur de Santa Maria del Popolo. Bramante restructure le chœur de l'église Santa Maria del Popolo en invitant Maître Claude à réaliser des vitraux,
- Palais de Castellesi
- Cour San Damaso au Vatican. Bramante édifie sur un côté de la cour une construction de quatre étages qui montre l'influence de l'héritage de la Rome antique sur ses travaux. La succession de niveaux d'arcades ouvertes surmontées d'une loggia ouverte, la soi-disant Loggia de Raphaël (aujourd'hui vitrée) reprend la forme du Colisée et devient le type de plan le plus durable pour les cours[40].
- Il réalise également, dans les environs de Rome, un nymphée à la demande de la famille Colonna, à partir d'un modèle antique.

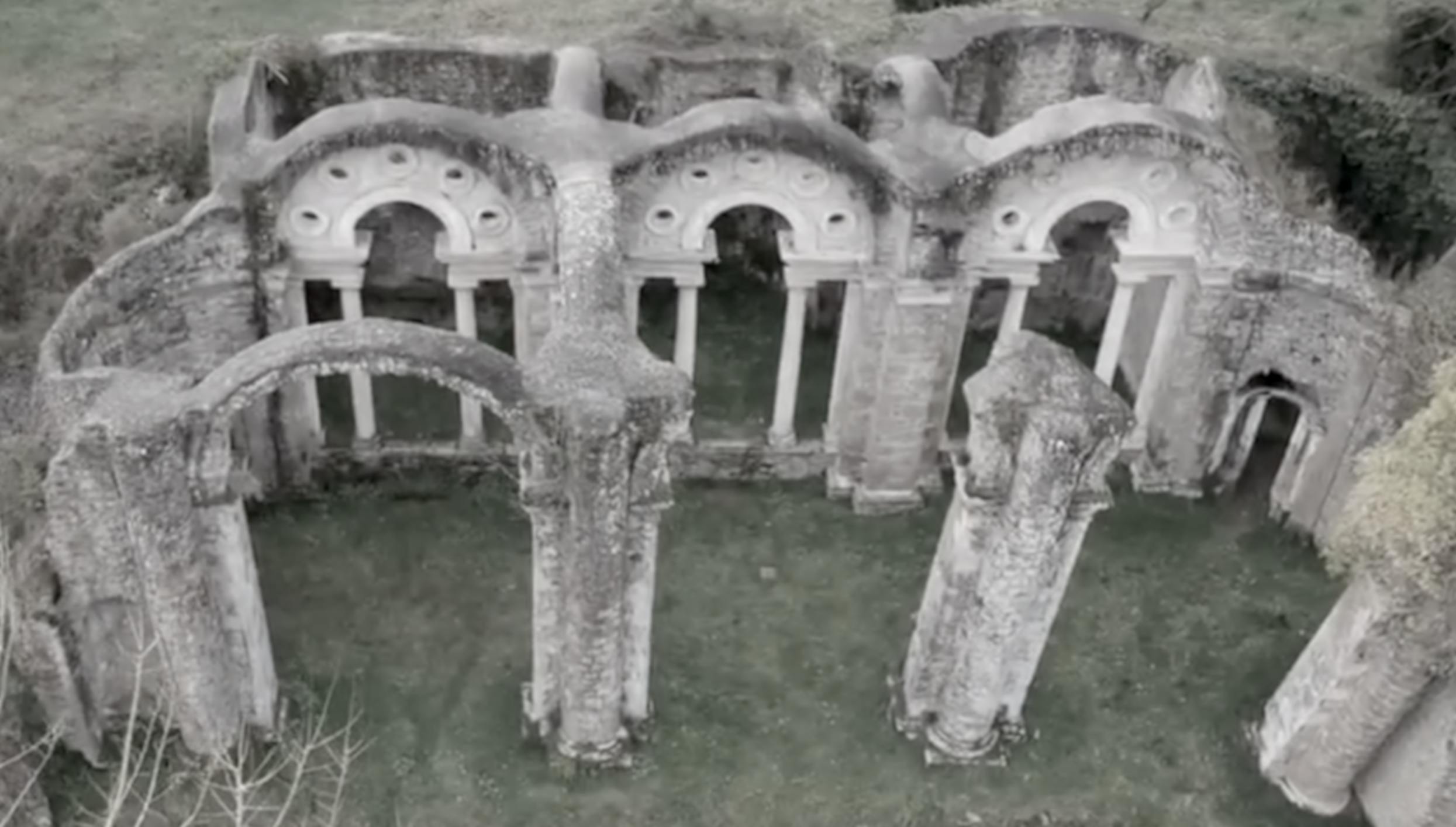
Ruines actuelles du nymphée de Bramante.

## Autres ouvrages dans les territoires pontificaux
Divers travaux sont attribués à Bramante dans le Latium et dans les états pontificaux, comme l'église de Capranica Prenestina, le dit Ninfeo di Genazzano et le palazzo comunale de Tarquinia.

### Fortifications
En tant que premier architecte papal, Bramante est responsable de tous les édifices papaux et est intervenu, d'une manière encore à définir pour une partie, dans la conception de fortifications telles que la forteresse appelée « di Bramante » à Civitavecchia, la forteresse de Civita Castellana (vers 1506), entre autres.

### Sainte Maison de Lorette
En tant qu'architecte du pape, Bramante est appelé de 1507 à 1509 à s'occuper de la basilique de la Sainte Maison de Lorette, que Jules II a placée directement sous la juridiction du Pape.

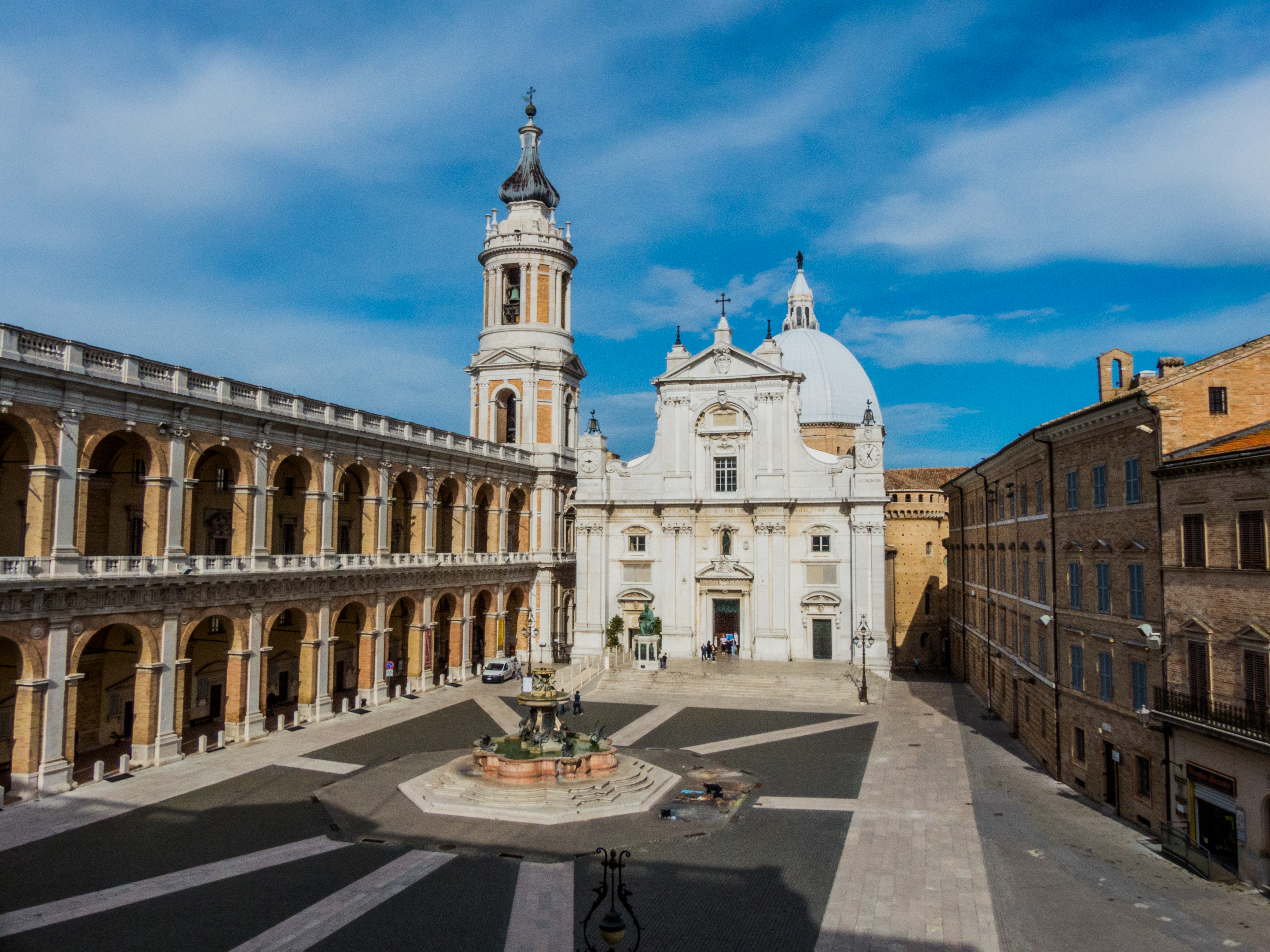
Sanctuaire de la Santa Casa de Loreto (sainte Maison de Lorette)
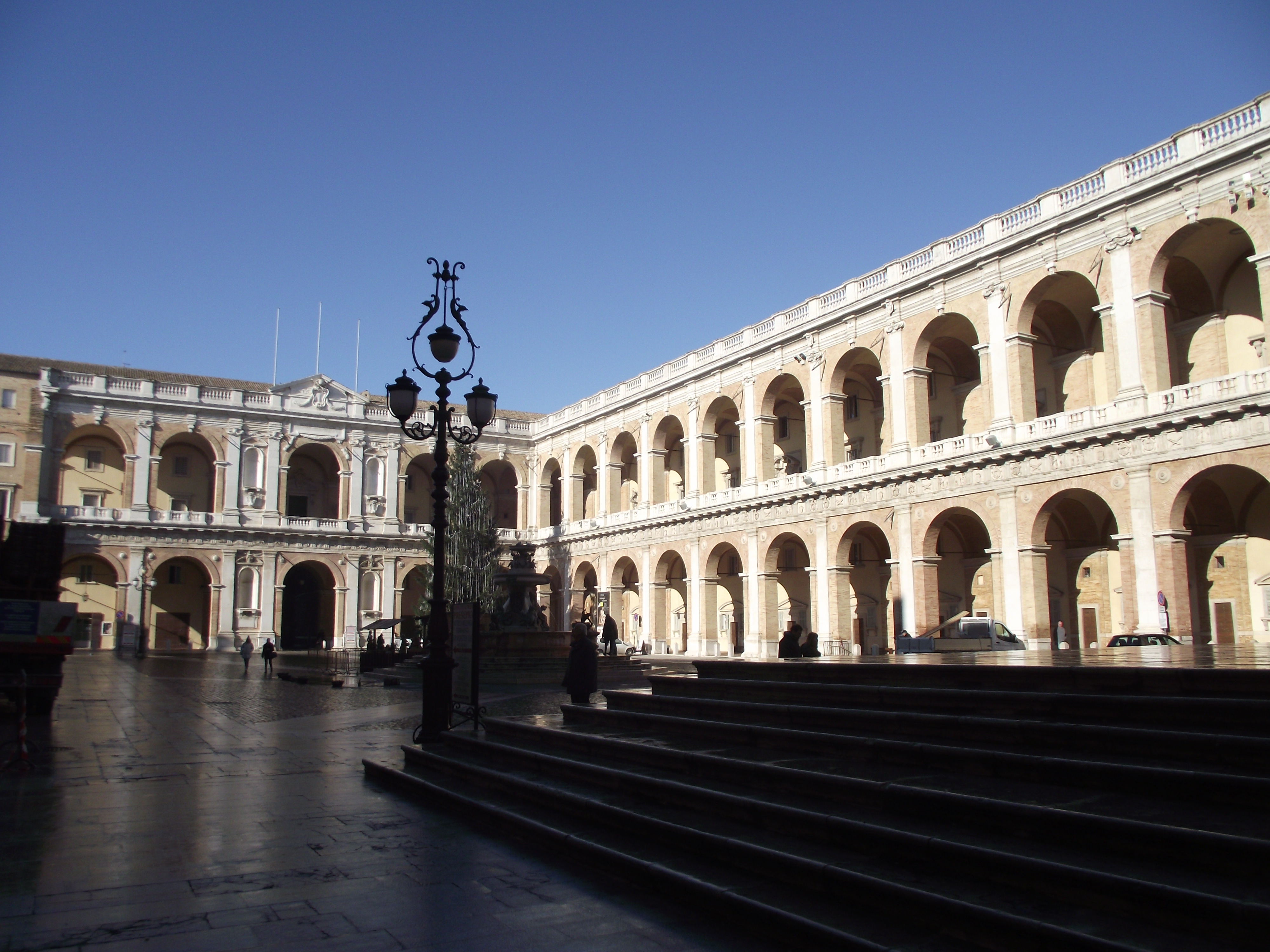
Palais apostolique de Lorette.
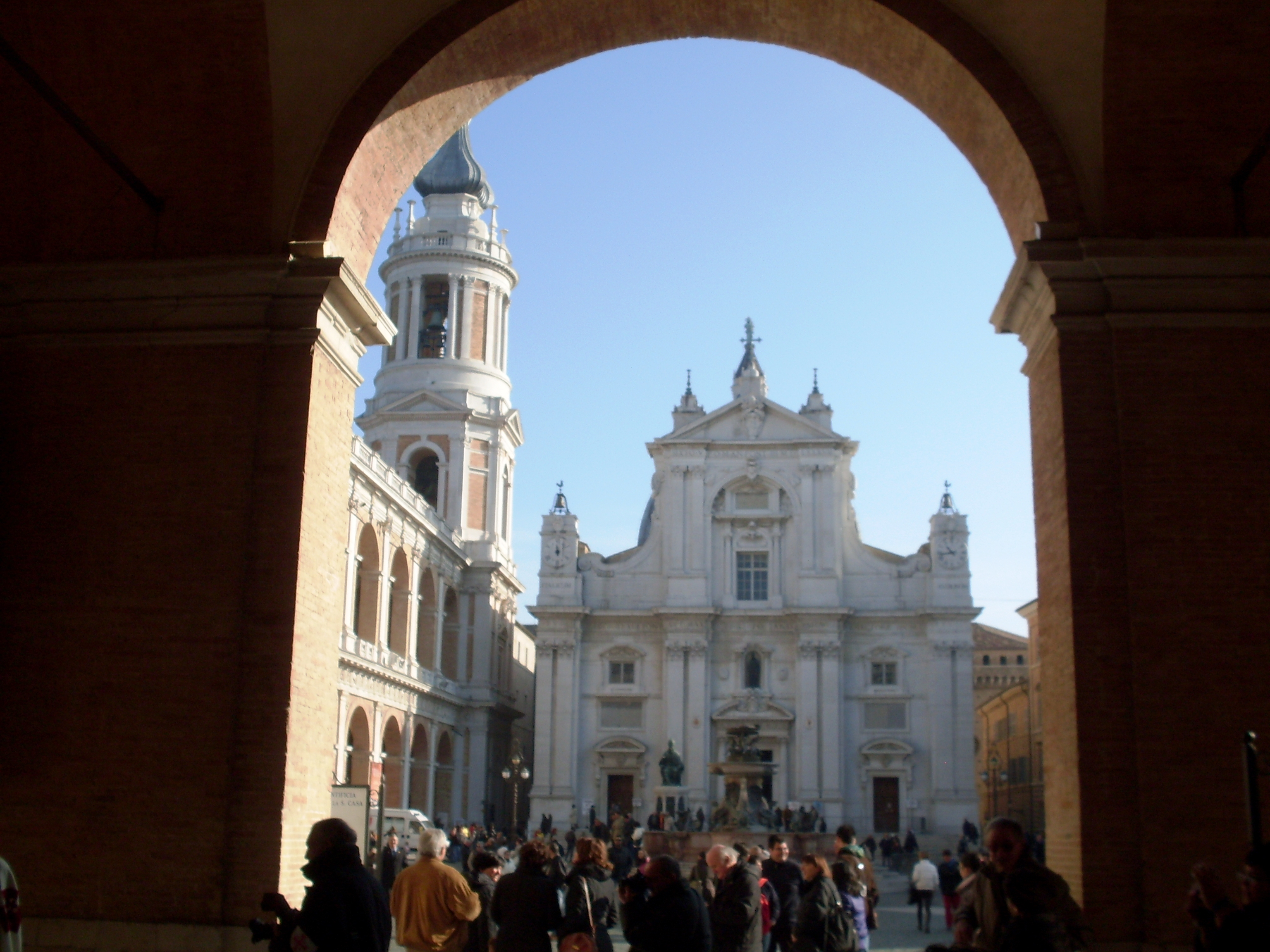
Entrée sur la place de la Madone (anciennement baptisée place Bramante) avec Façade de la basilique de la Sainte Maison de Lorette et quelques éléments du palais apostolique

À cette date, l'Église est déjà construite et l'intervention de Bramante concerne :
- Le dessin de la façade (reprise puis transformée par ses successeurs),
- L'actuelle place de la Madone, encore nommée place Bramante au XVIIIe siècle.
- La conception du palais apostolique adjacent,
- Le revêtement en marbre qui entoure la relique de la « Sainte Maison de Nazareth » à l’intérieur de la Basilique[44] ponctuée de pilastres corinthiens, présentant le thème de l'arc de triomphe (deux petits espacements sur les côtés d'un grand espacement) sérialisé comme dans la cour supérieure du Belvédère[45] et répété sur le périmètre de la Sainte Maison.
- Différents éléments architecturaux propres à mettre la basilique au goût du jour, qui seront mis en œuvre sous la direction de ses successeurs à Lorette : Cristoforo Romano (1509-1512), Andrea Sansovino (1513-25, qui crée des bas-reliefs et sculptures), Ranieri Nerucci et Antonio da Sangallo le Jeune.

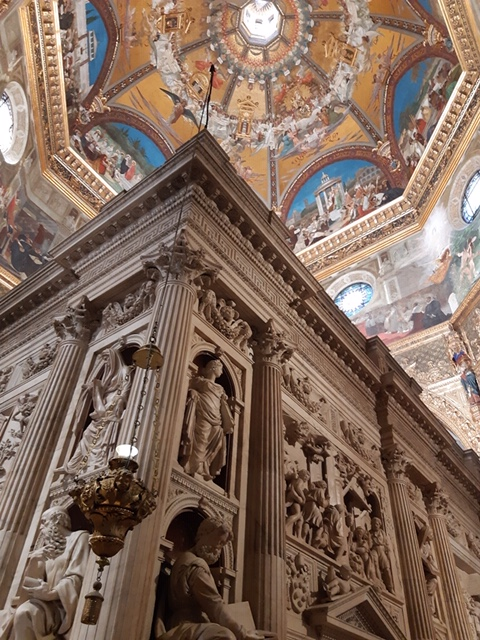
La Santa Casa de Loreto sous la Coupole construite en 1500 par Giuliano da Sangallo peinte à la fin du XIXe siècle par Cesare Maccari
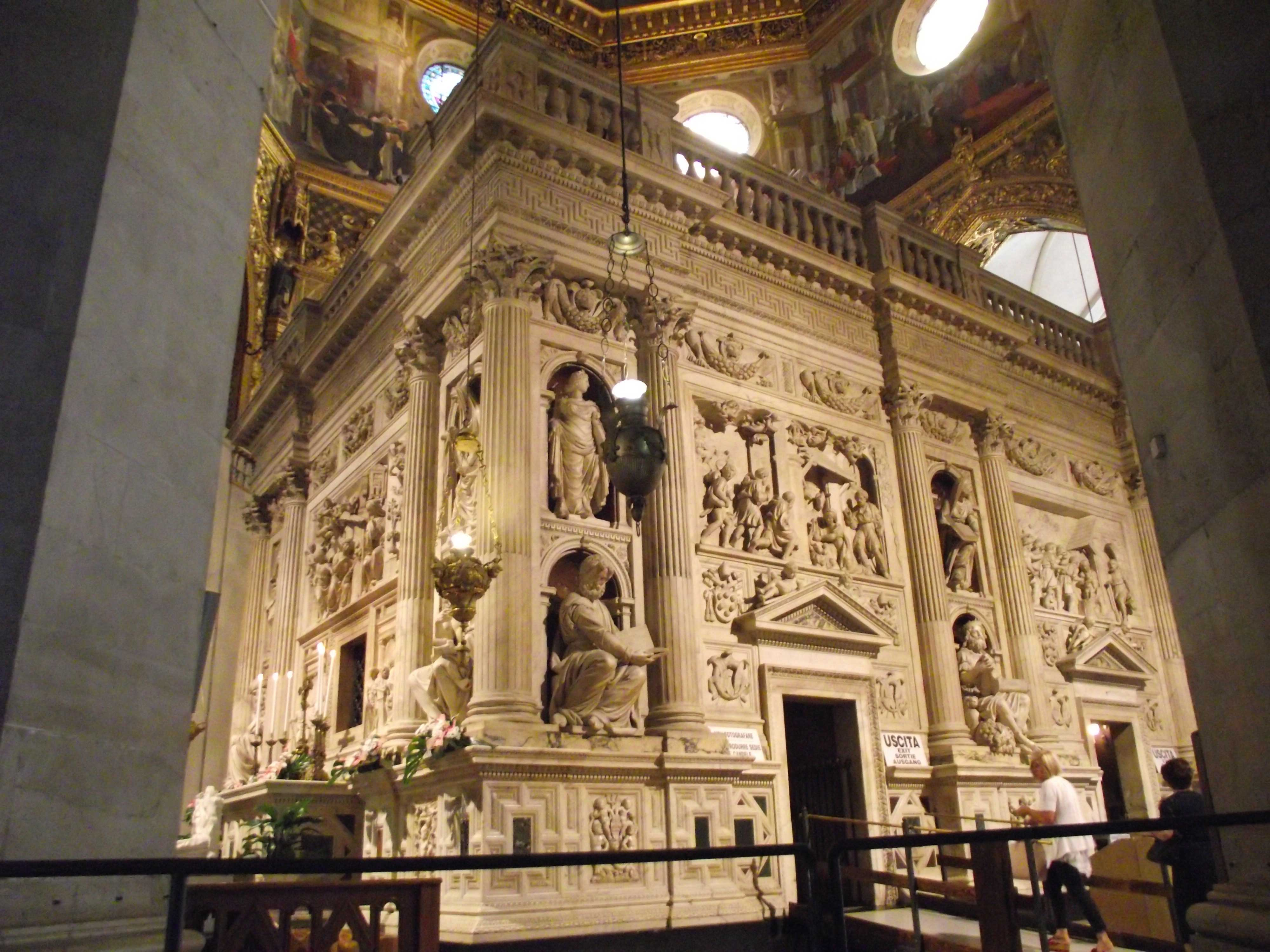
Revêtement marmoréen de La Sainte Maison de Lorette dont la structure générale a été dessinée par Bramante.
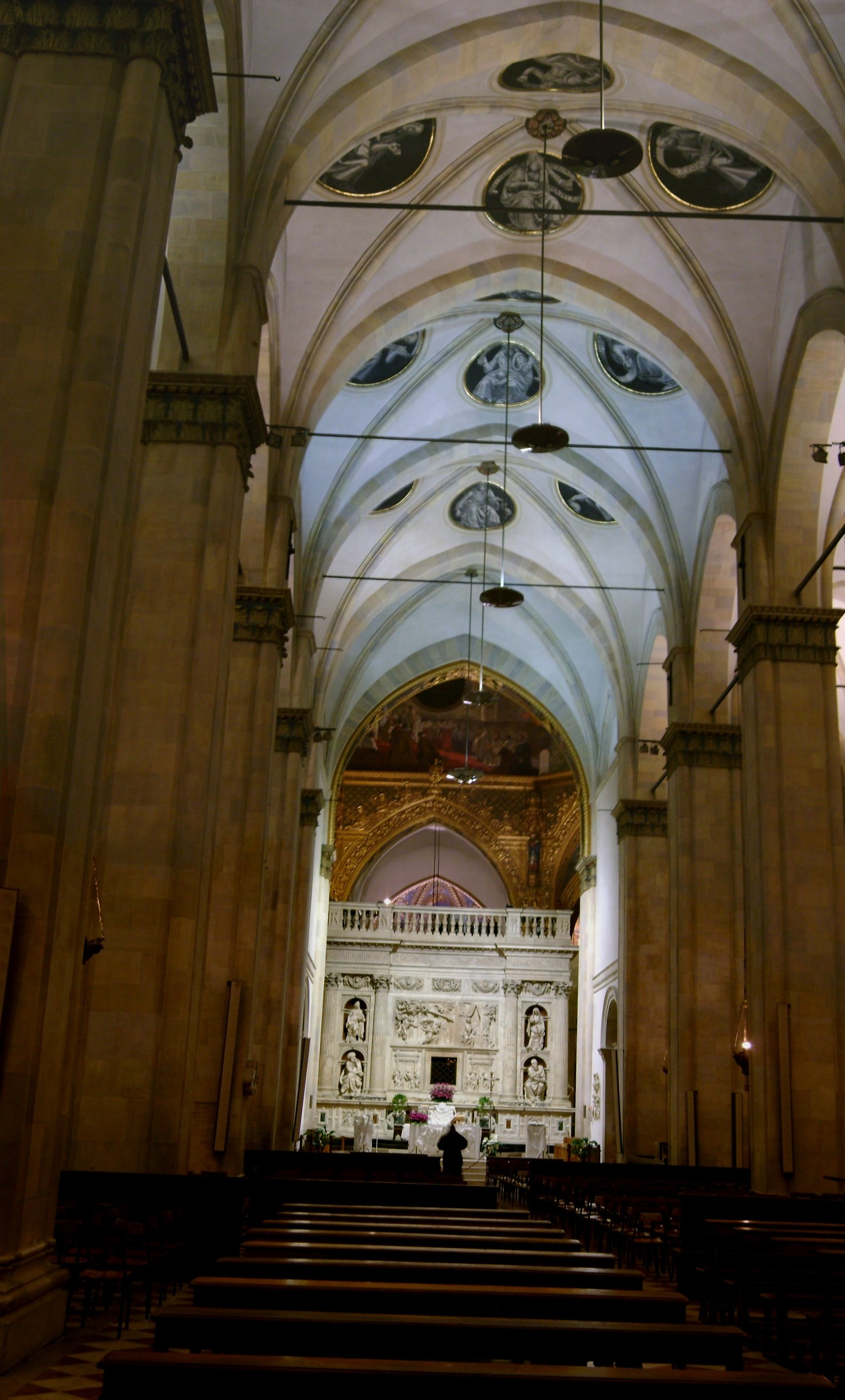
Intérieur de la Basilique avec médaillons monochromes de Luca Signorelli au plafond et la relique de la sainte Maison de Lorette sous la coupole de Sangallo

### Todi
Le début de la construction de l'église Santa Maria della Consolazione à Todi qui aurait peut-être été dessinée par Bramante lui-même, date également de 1508. Mais la paternité du projet est plus généralement attribuée à d'autres architectes : les différentes sources parlent surtout de Cola da Caprarola, Antonio da Sangallo le Jeune, Galeazzo Alessi, Michele Sanmicheli et de Vignole, tous s’inscrivent dans l’école de Bramante.

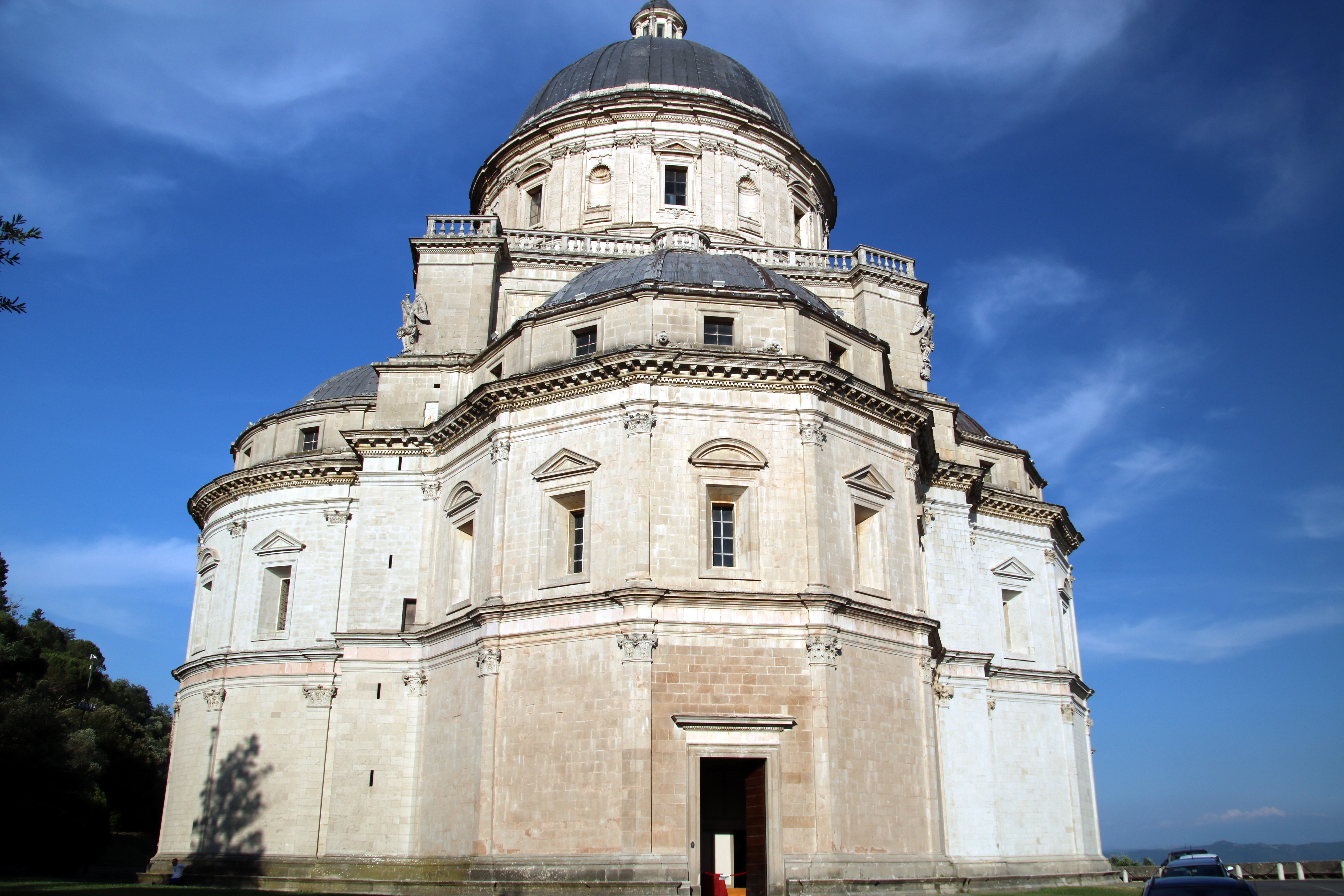
Temple de sainte Marie de la Consolation à Todi.

## Autres projets

### Église paroissiale de Roccaverano

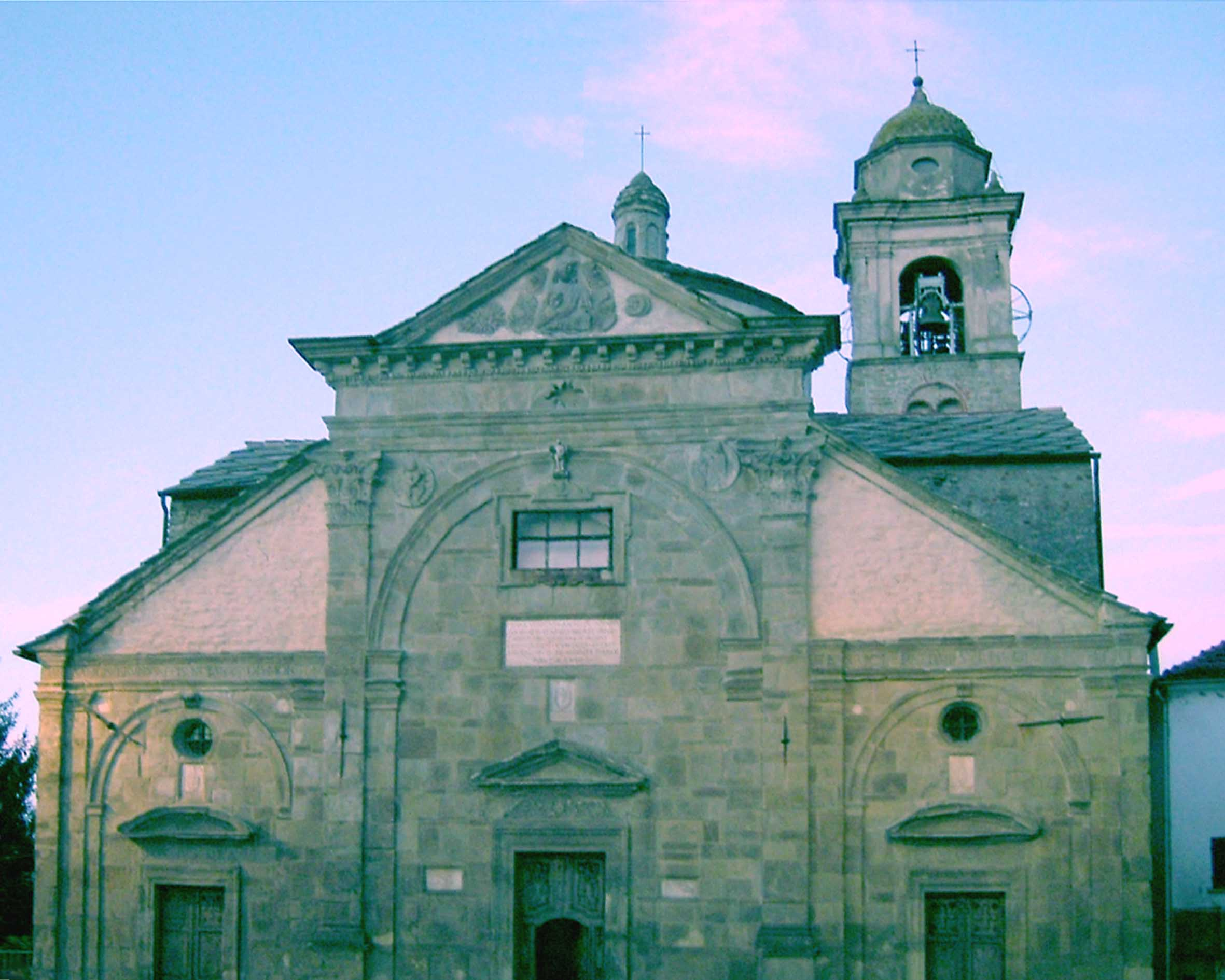
Église de Roccaverano.

En plus des contributions fondamentales dans la redécouverte des ordres classiques, dans la recherche sur le plan centré et en général dans la formation du langage architectural de la Haute Renaissance, Bramante est également confronté au difficile problème de l'adaptation de la conception de la façade du temple classique à l'organisation basilique habituelle des églises à nefs à différentes hauteurs, qui pousse les architectes de la Renaissance à se pencher sur l'œuvre de Vitruve et en particulier sur les reconstitutions hypothétiques de la basilique de Fano.
Bramante, dans l'église paroissiale Santa Maria Annunziata à Roccaverano, aborde ce sujet de recherche qui a également intéressé Alberti, avec une solution anticipant les églises vénitiennes de Palladio. La façade du bâtiment, conçue vers 1509 et attribuée à Bramante, cherche l'intégration avec l'intérieur et est constituée par le chevauchement, au même niveau, de deux schémas d'ordres de hauteurs différentes : l'un relatif à l'unique nef centrale, conclue par un tympan complet, et l'autre étendu sur toute la largeur de la façade, conclue par la projection sur les bas-côtés latéraux de deux demi-tympans.
Cette solution, avec des ordres croisés, sera reprise par son élève Baldassarre Peruzzi vers 1515 dans l'église Santa Maria in Castello (ou Sagra) de Carpi et par Andrea Palladio dans l'église du Rédempteur de Venise, dans la basilique San Giorgio Maggiore et dans la façade de San Francesco della Vigna. La solution alternative, qui prévaudra, consiste en la superposition de deux ordres et la division de la façade sur deux niveaux.
Le plan de l'église avec un schéma central, se référant à l'église susmentionnée des Saints Celso et Giuliano à Rome est tout aussi intéressant, presque une simplification du projet pour Saint-Pierre. L'engagement de Bramante, l'architecte du Pape, pour cette petite ville de la région d'Asti, semble être dû à Mgr Enrico Bruno, un haut fonctionnaire de la cour papale de Jules II originaire de Roccaverano.

### Cloître de Monte Cassino
Bramante est responsable de la conception du cloître d'entrée de l'abbaye de Monte Cassino.

### Chapelle Succorpo à Naples
La chapelle Succorpo, crypte située sous l'abside de la cathédrale de Naples datant de la fin du XVe et du début du XVIe siècle, se caractérise par un schéma à trois nefs délimitées par des colonnes de marbre. Il est attribué par certains savants, au moins pour le projet, à Bramante, alors qu'il semble qu'il ait été réalisé par le sculpteur lombard Tommaso Malvito.

## Œuvres picturales
- Héraclite et Démocrite dissertent sur le monde, 1481, Milan, Pinacothèque de Brera ;
- La gravure Prevedari, 1481, Milan, Pinacothèque de Brera
- Christ à la colonne, vers 1485, Milan, Pinacothèque de Brera.

## Galerie

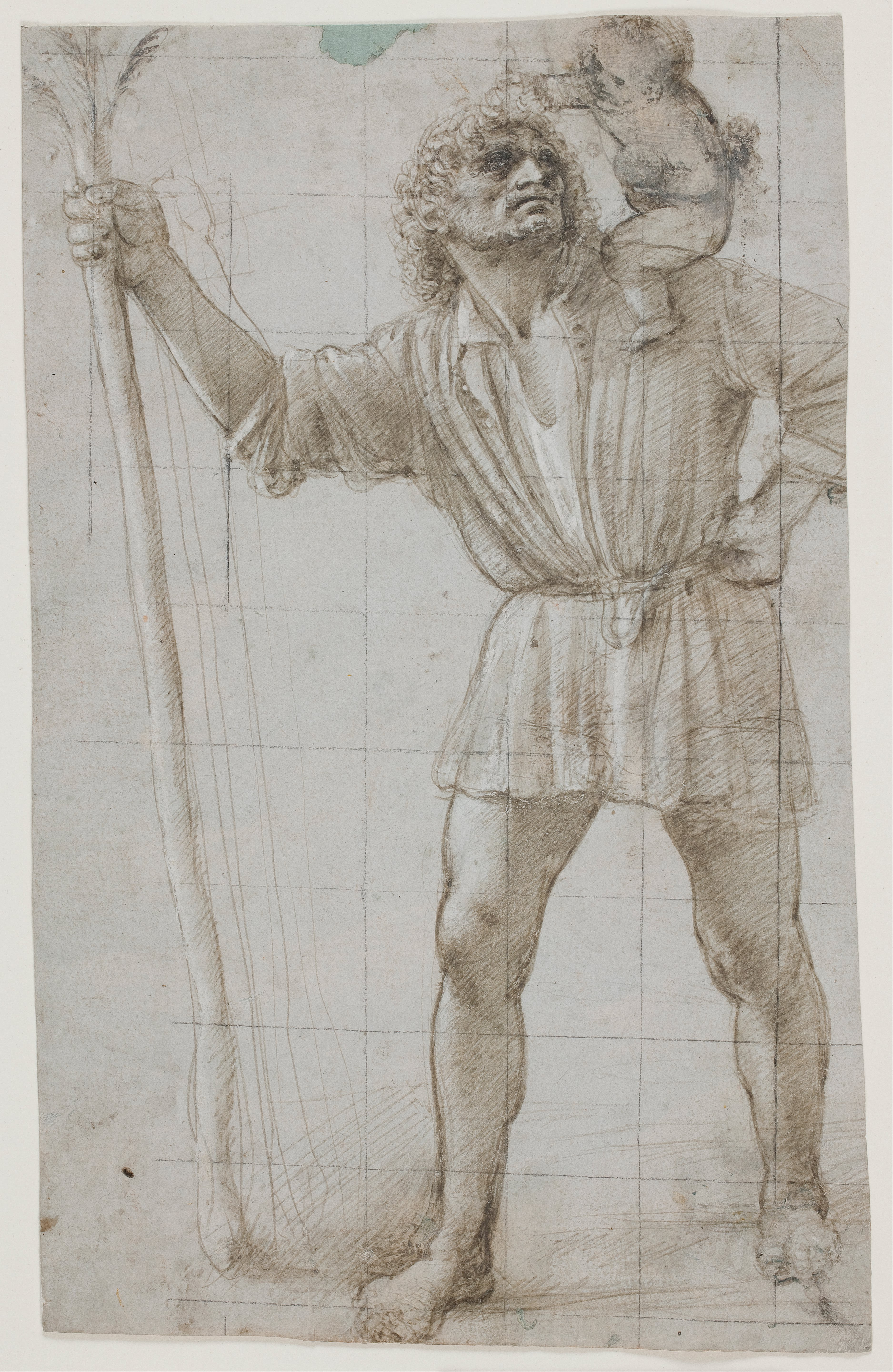
Saint Christophe avec l'enfant Jésus.
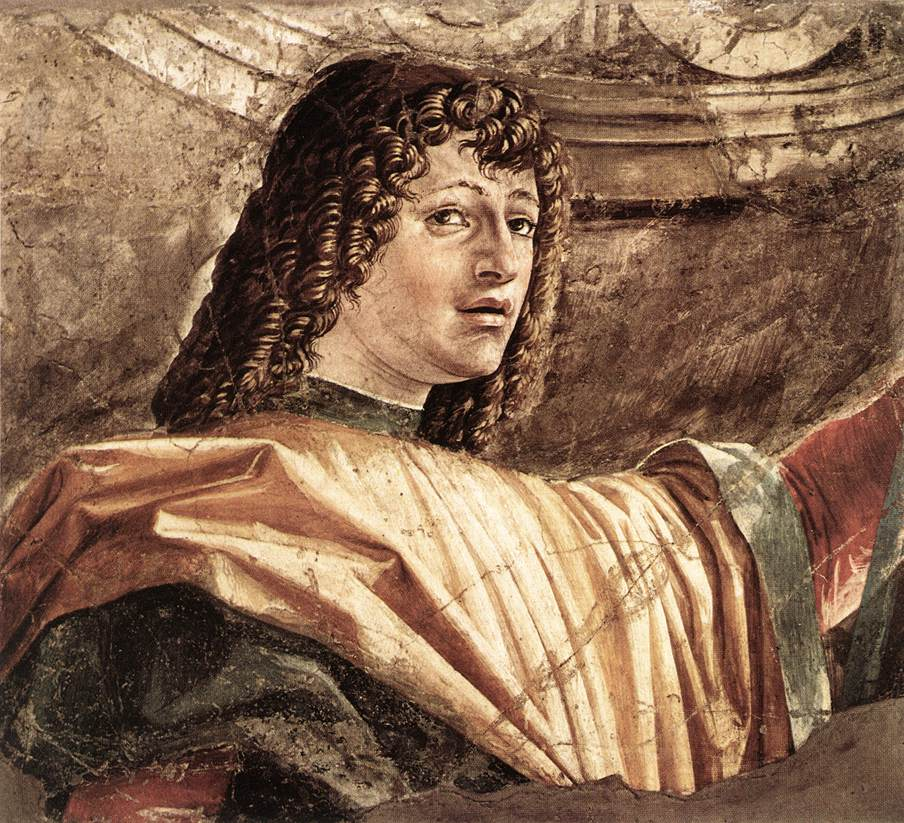
Homme avec Hallebarde (détail).
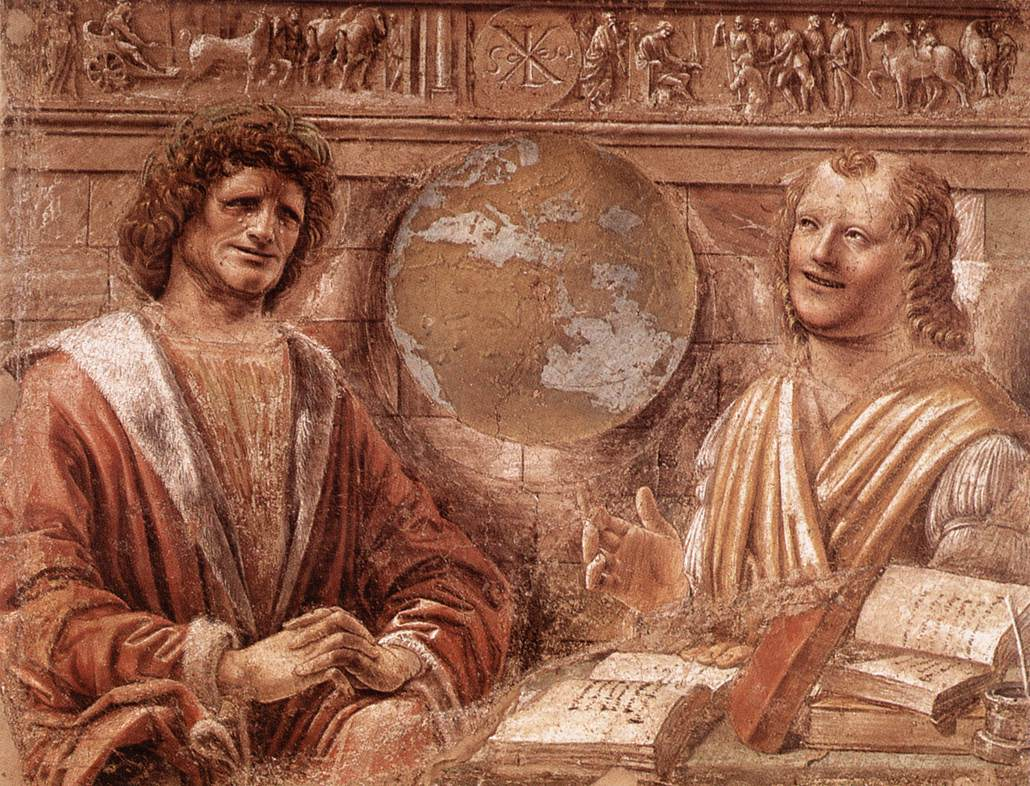
Héraclite et Démocrite dissertent sur le monde, pinacothèque de Brera, Milan. (où il serait possible de voir sous les traits d’Héraclite et Démocrite, Leonard de Vinci et Bramante lui-même...?)
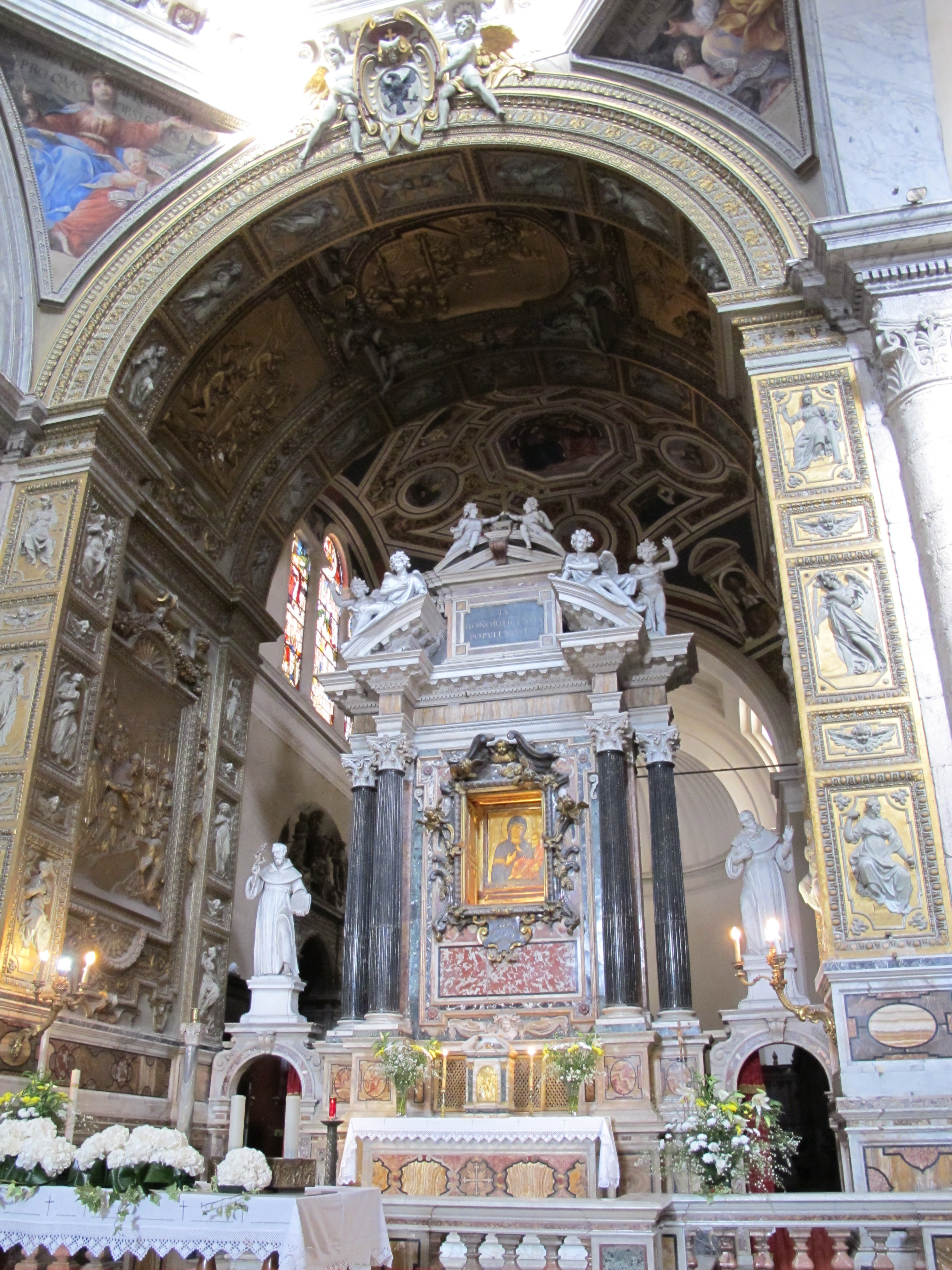
Le Chœur de Santa Maria del Popolo, à Rome.

## Écrits
Des écrits de Bramante, ne nous sont parvenus qu'un fragment de son traité d’Architecture, une brève missive et vingt-cinq sonnets considérés comme de plus grande qualité que ceux de Leonard de Vinci et qui témoignent des joutes verbales auxquels s’adonnaient les érudits de son époque.
« Quand Amour m’eut cent fois criblé d’armes en vain de son carquois, « Tel, dit-il, a cœur dur et froid, car nul dard n’y peut pénétrer. Ne suis-je qui tira des larmes à Phébus ? Or ma flèche est nulle ? Perdant est celui qui recule : je dois apprêter d’autres armes. Il descendit du ciel en terre, et rendant sa beauté visible, reprit à me faire la guerre. Résister ne fut plus possible, au prime assaut je chus à terre : de soi par soi me fit passible ».